# 瓦西里·波尼卡羅夫
瓦西里·安德里約維奇·波尼卡羅夫（烏克蘭語：Василь Андрійович Понікаров；1929年8月26日—2014年5月16日），乌克兰艺术家。他曾担任乌克兰艺术家全国联盟会员（1971年），並曾获得乌克兰功勋艺术家荣誉（2005年）。

## 生平
瓦西里·安德烈耶维奇·波尼卡罗夫在1929年8月26日生于敖德萨州阿纳尼耶夫区多林斯凱村，童年在蘇德戰爭中度过。他在受教育七年后离开家乡。战争结束后，他先后就读于马卡连柯蒂拉斯波尔师范学校（1947年—1948年），以及雷科弗敖德萨艺术学校（1949年—1958年）。
他在艺术学校曾受过乳克、列昂尼德·耶夫谢叶维奇·木奇尼克、托卡列娃-压力山多维奇等人的教导。木奇尼克看过瓦西里的画后，建议他专注于水彩画，并认为他会在那一方面成功。波尼卡罗夫在艺术学校完成第一个课程后就被征召入伍，服役于叶夫帕托里亚。那里的军人对这位年轻艺术家的天赋给予正面评价，并让他起草军中的宣传文件（如单张、标志等）。波尼卡罗夫亦因此服了三年半的兵役（当时规定的兵役时限是三年）。退役后他回到敖德萨艺术学校继续进修。
从敖德萨毕业三年后，波尼卡罗夫于1961年入读莫斯科国立印刷大学。那时候他的指导老师如下: 布鲁哲亮、硕罗火夫、活络舍努扣。瓦西里毕业大学后，展现了很高的艺术技巧，所以罗米京、舍吕塔、雅科夫列夫推荐瓦西里加入苏联艺术家联盟（1971）. 苏联各种展览多次展示了瓦西里·波尼卡罗夫的画。
从1980年开始，瓦西里·波尼卡罗夫坐“费奥多尔·查利亚平”内燃机船旅行，并作全职艺术家工作。因此他的画有意大利、法国、西班牙、土耳其、埃及、德国各地风景。

## 艺术
他最喜欢的风格:风景和静物。他使用的技巧是湿画法，在画纸润湿的情况下以颜料自然渲染后形成柔和色调。他只是使用水彩画技巧，并不是使用白色颜料绘出白色。白色只是未上漆的纸。
瓦西里·安德烈耶维奇·波尼卡罗夫的大部分时间都是在敖德萨度过，所以他的作品都以敖德萨城市和城郊风景作为绘画对象。其作品如:  “亚加地亚”（1984）、“在敖德萨院子里”（1984）、“大喷泉冬天”（1986）、“敖德萨，无产阶级林荫路”（1986）、“伊利乔夫斯克，灯塔”（1986）。旅行是艺术家新的灵感来源，瓦西里·安德烈耶维奇·波尼卡罗夫在苏联和外国旅行中，亲眼目睹了很多自然景观，并很好的反映在水彩画的作品里，如：“栋巴伊”（1972）、“卡累利阿松”、（1975）、“谢德尼夫湖”（1980）、“高加索白桦”（1981）、“罗斯鲁奇。喀尔巴阡山”（1983年）、“霍洛谢叶沃。水池”（1984）、“伟罗口夫”（1987）。那时候他的一系列作品如：“古迹”、“第聂伯 - 顿巴斯道”、“普希金自然保护区”、“在古尔祖夫”等等都是来自灵感，是大自然景观的真实反映。同时也有许多反映巴黎、罗马、伦敦、布拉格、巴塞罗那、布达佩斯、伊斯坦布尔、耶路撒冷和开罗风景的外国绘画作品。
瓦西里·安德烈耶维奇·波尼卡罗夫喜欢接近自然，贴近自然，善于观察，很多绘画作品都是乌克兰南部大自然景物、植物的再现:如成熟多汁的蔬菜和水果，以鲜艳的色彩加以描绘。水彩绘画给他带来巨大的成功。艺术学家M·谢里夫从亚历山德里亚把他称为 “花王和向日葵皇帝”。瓦西里·安德烈耶维奇·波尼卡罗夫不断提高绘画技巧和技能，不拘一格，大胆突破，尤其对各类鲜花的画法，经常使用无线画稿，画面离画框很近，其作品栩栩如生，生灵活现，让观众有身临其境、伸手触摸之感，增强了艺术真实感。
瓦西里·安德烈耶维奇·波尼卡罗夫的写生画， 通常一气呵成。 他常常在没有预先的设计下就开始绘画。他乘上汽车旅行，如果发现开放的花田，就立即停车，并开始作画。有时候他一天能做几幅画。瓦西里·安德烈耶维奇·波尼卡罗夫是一位多产画家，他在50年内创作了一万多幅作品，在全世界都可以看到他的作品。艺术学家伊莉娜·提莫火娃曾说：瓦西里·安德烈耶维奇·波尼卡罗夫是一位创作作品最多的艺术家；伊莉娜·提莫火娃在《敖德萨晚报》把他与艾瓦佐夫斯基相提并论。

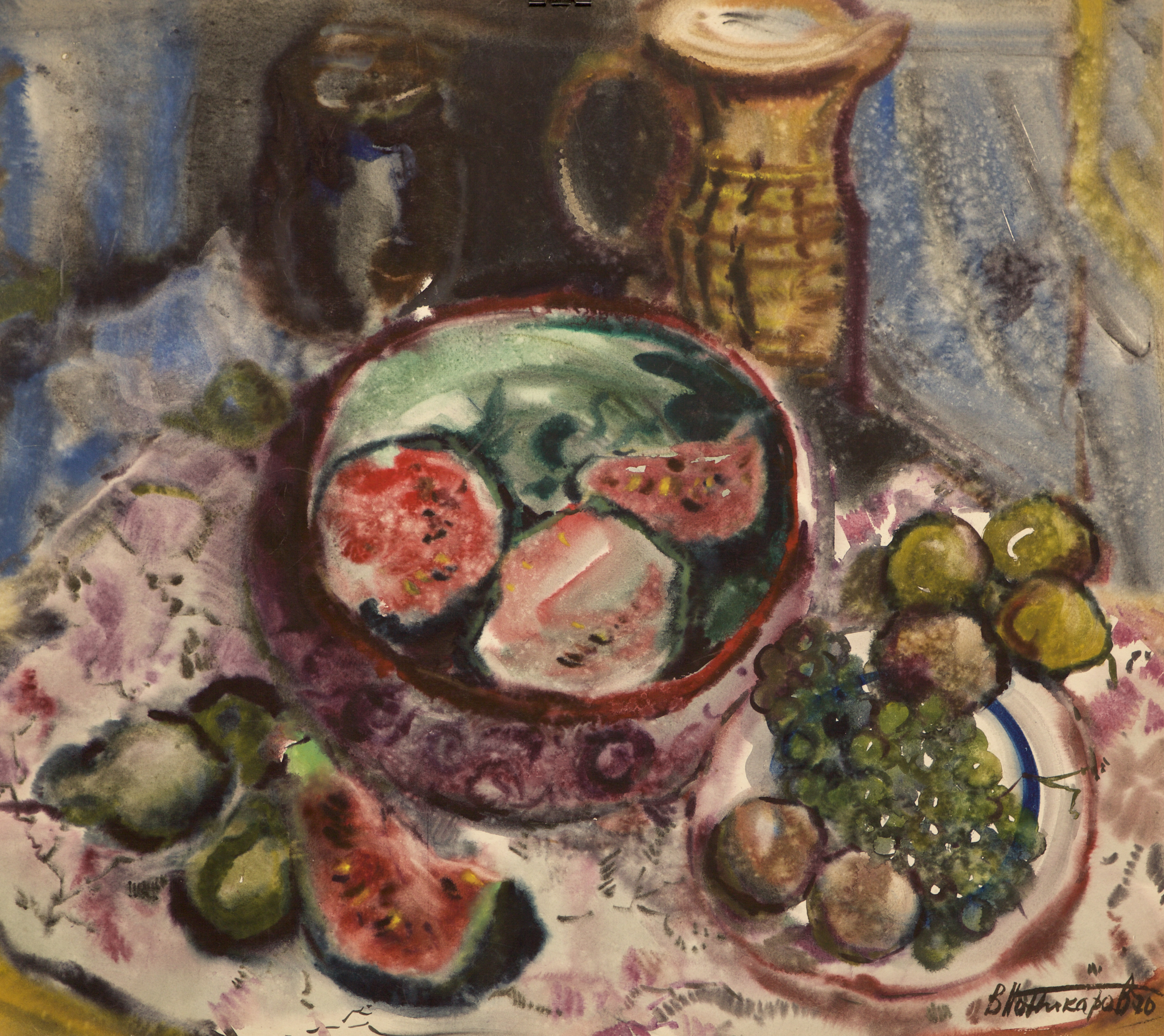
"西瓜，葡萄，梨", (75.5х68, 1970)
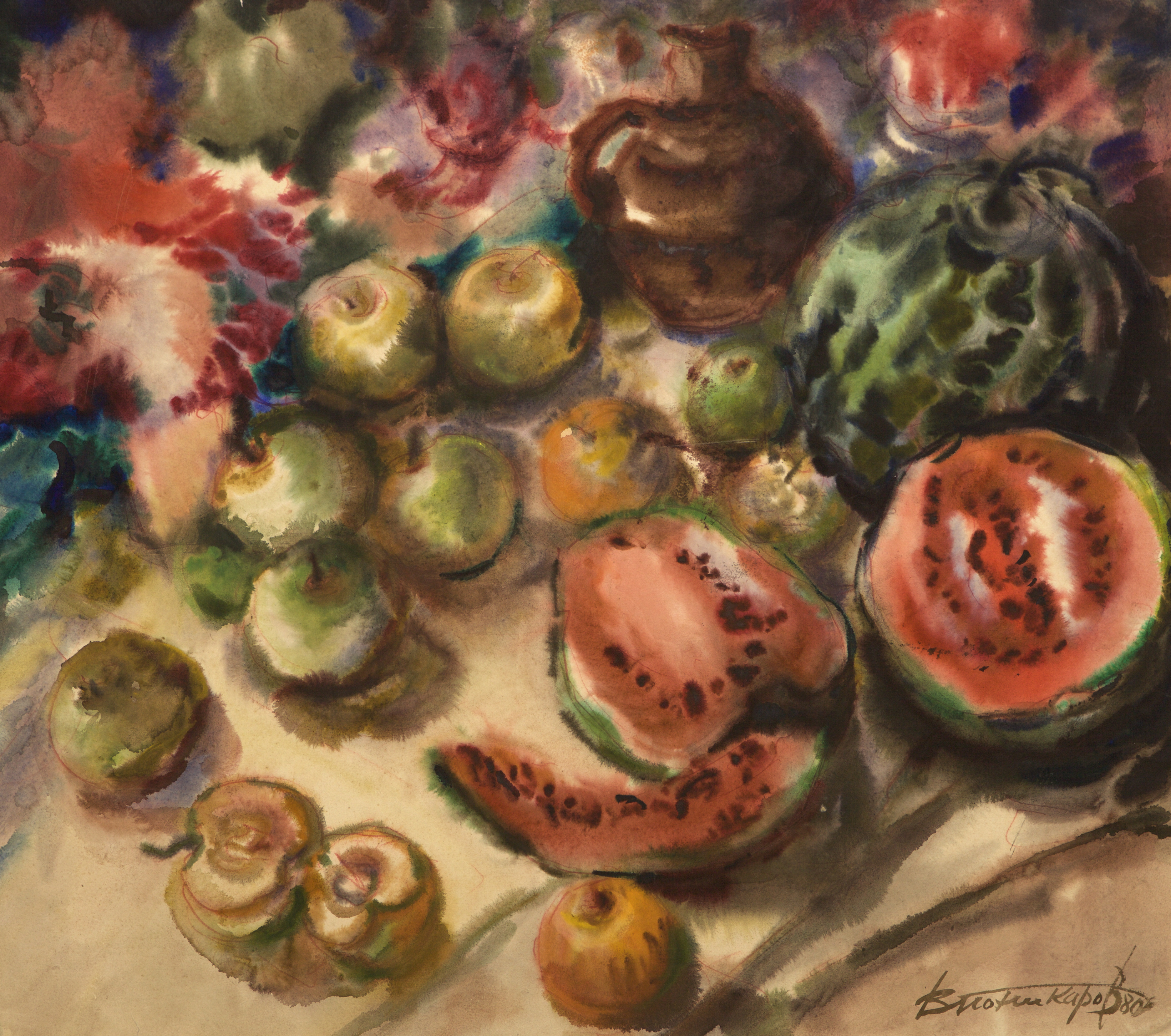
"西瓜，水果", (68х61.5, 1980)
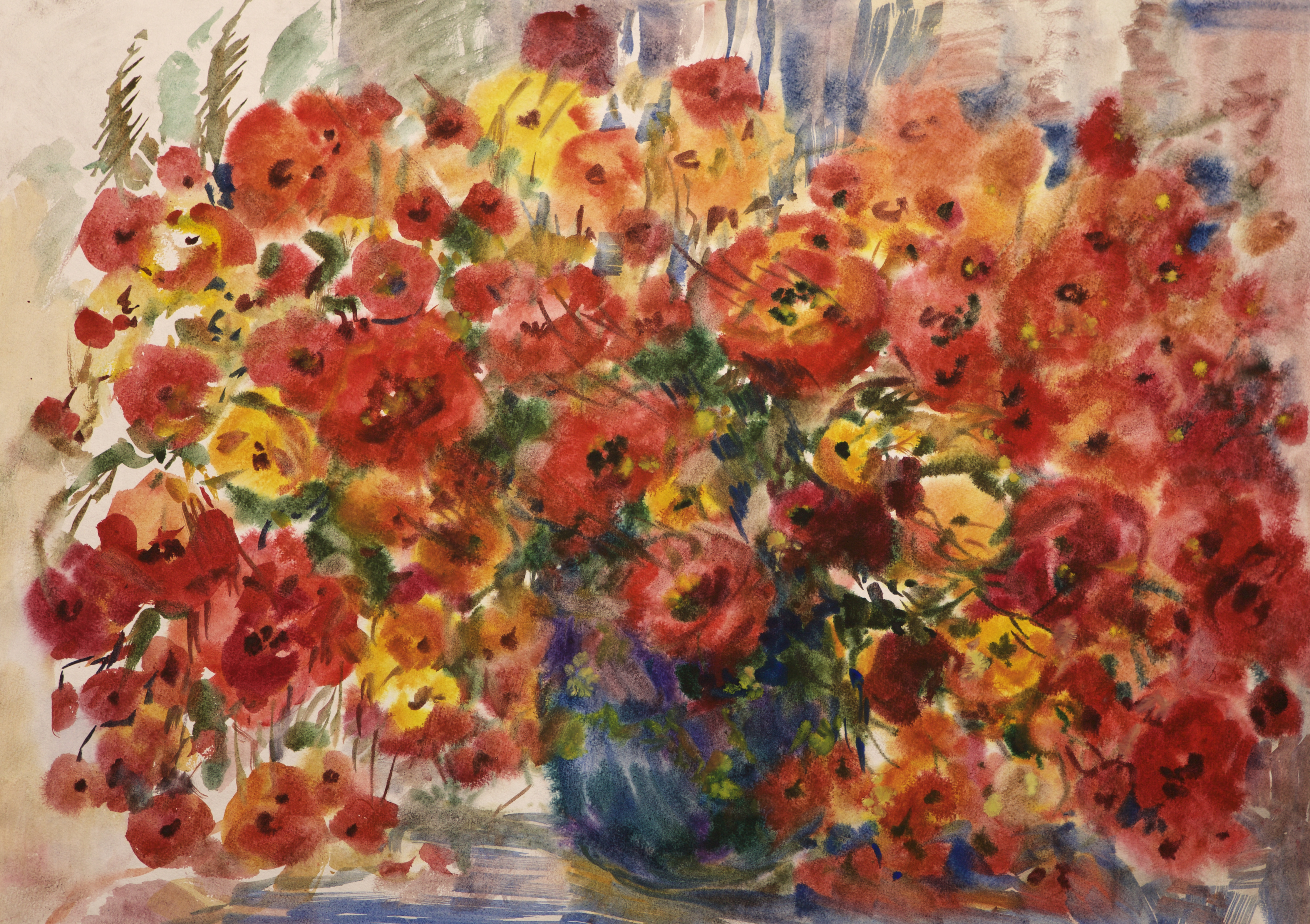
"花束，罂粟", (86х60.5, 2000)
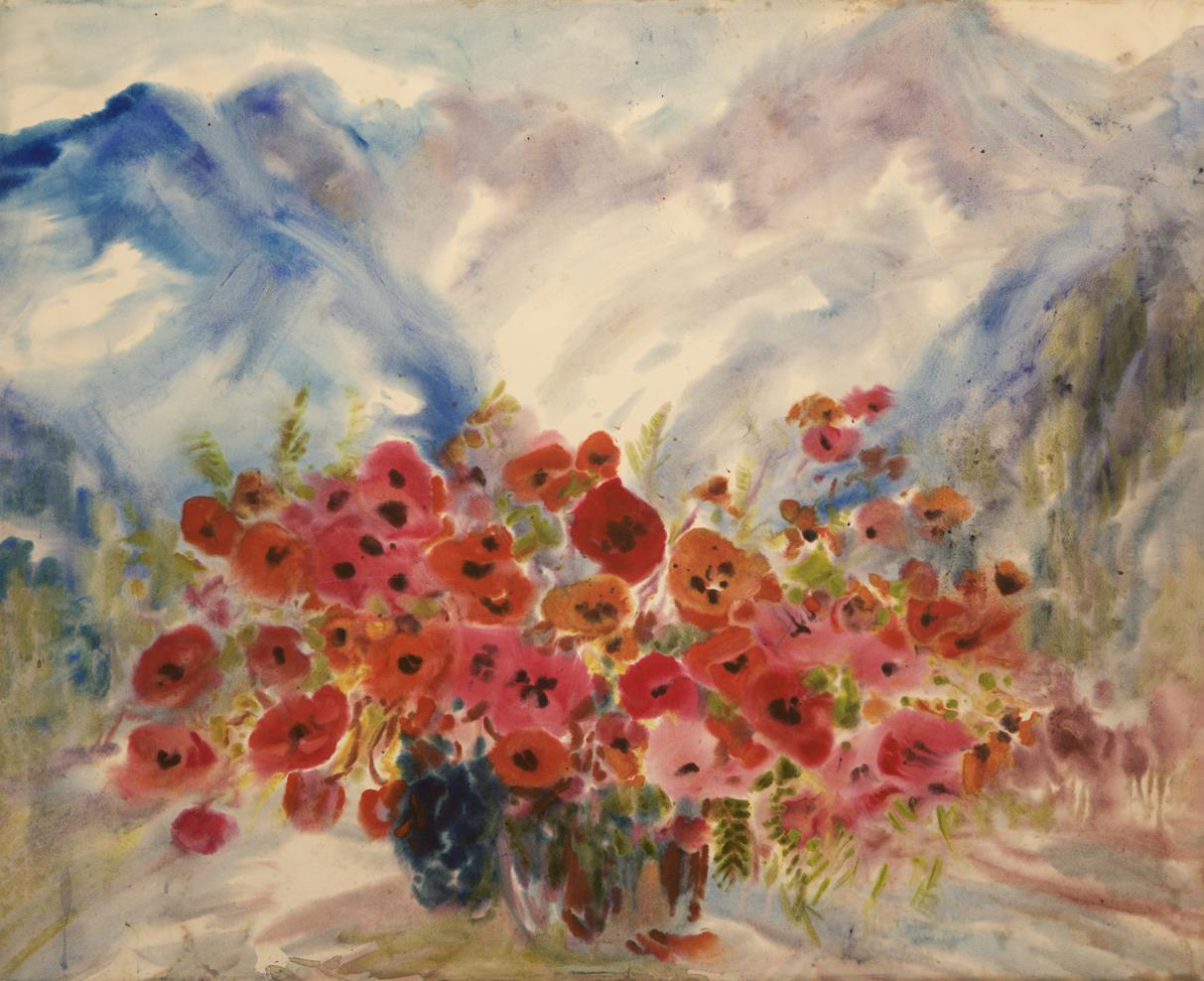
"花束，罂粟花，蓝山", (111.5х90, 1995)
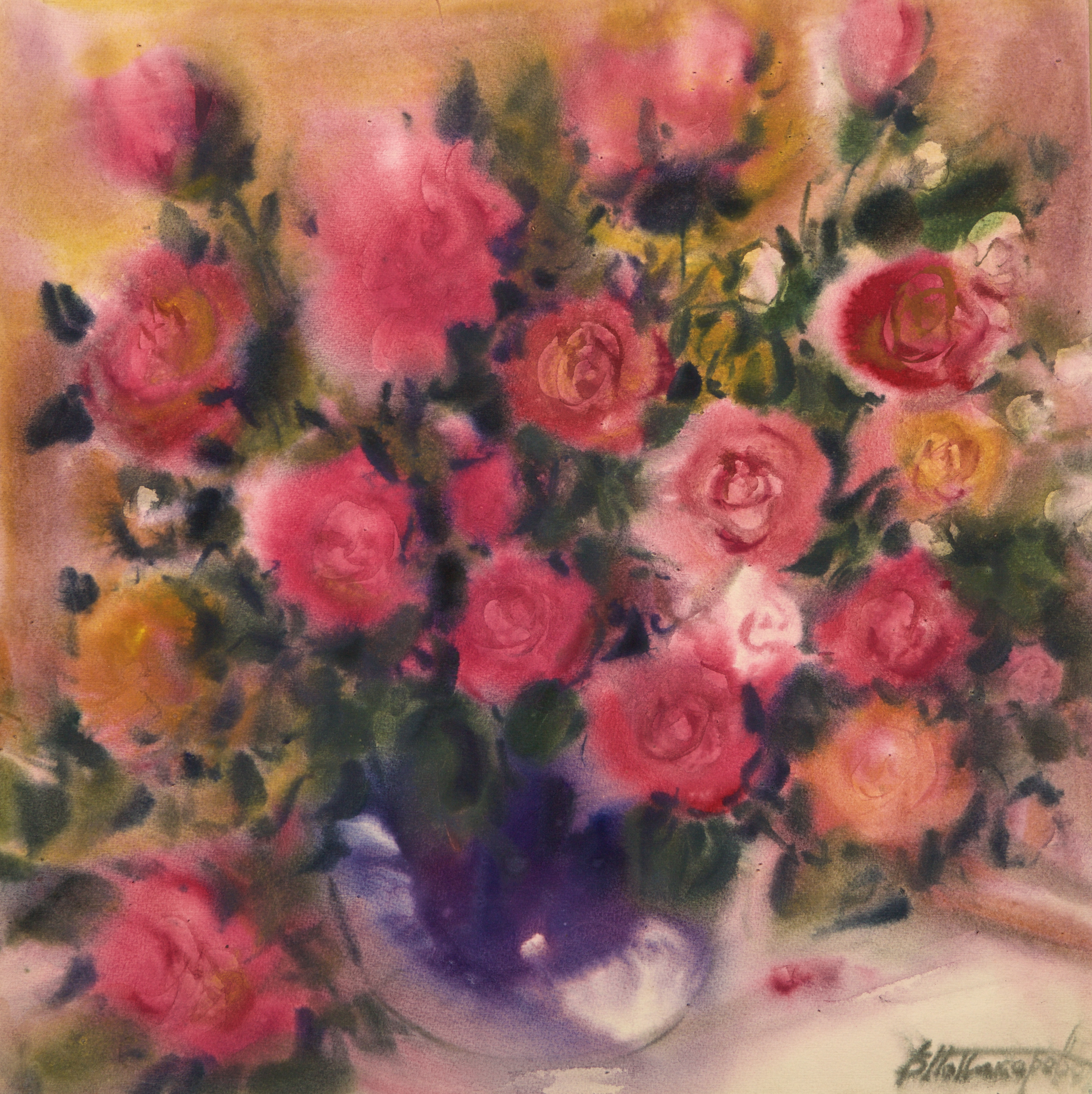
"花束，玫瑰", (60x60, 1993)
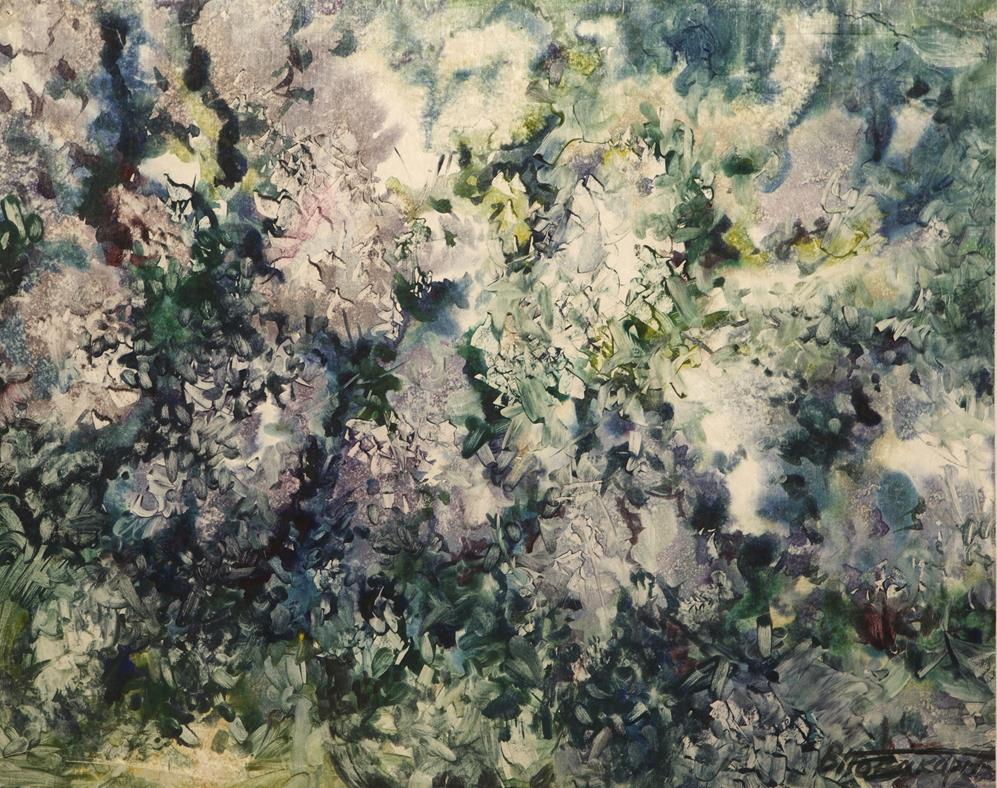
"花束，丁香花", (65х53, 2000)
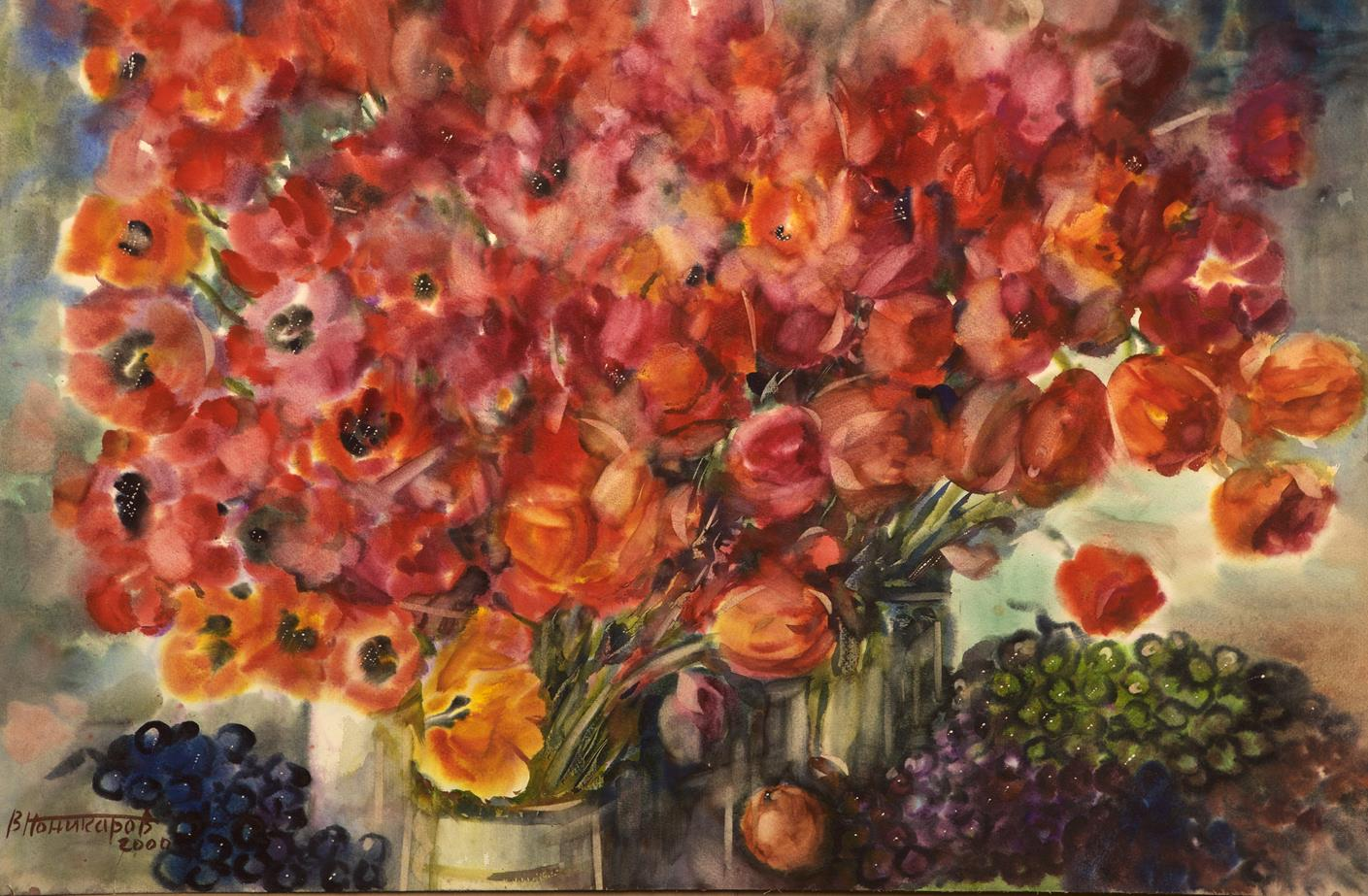
"花束，郁金香，罂粟花，葡萄", (100х65.5, 2000)
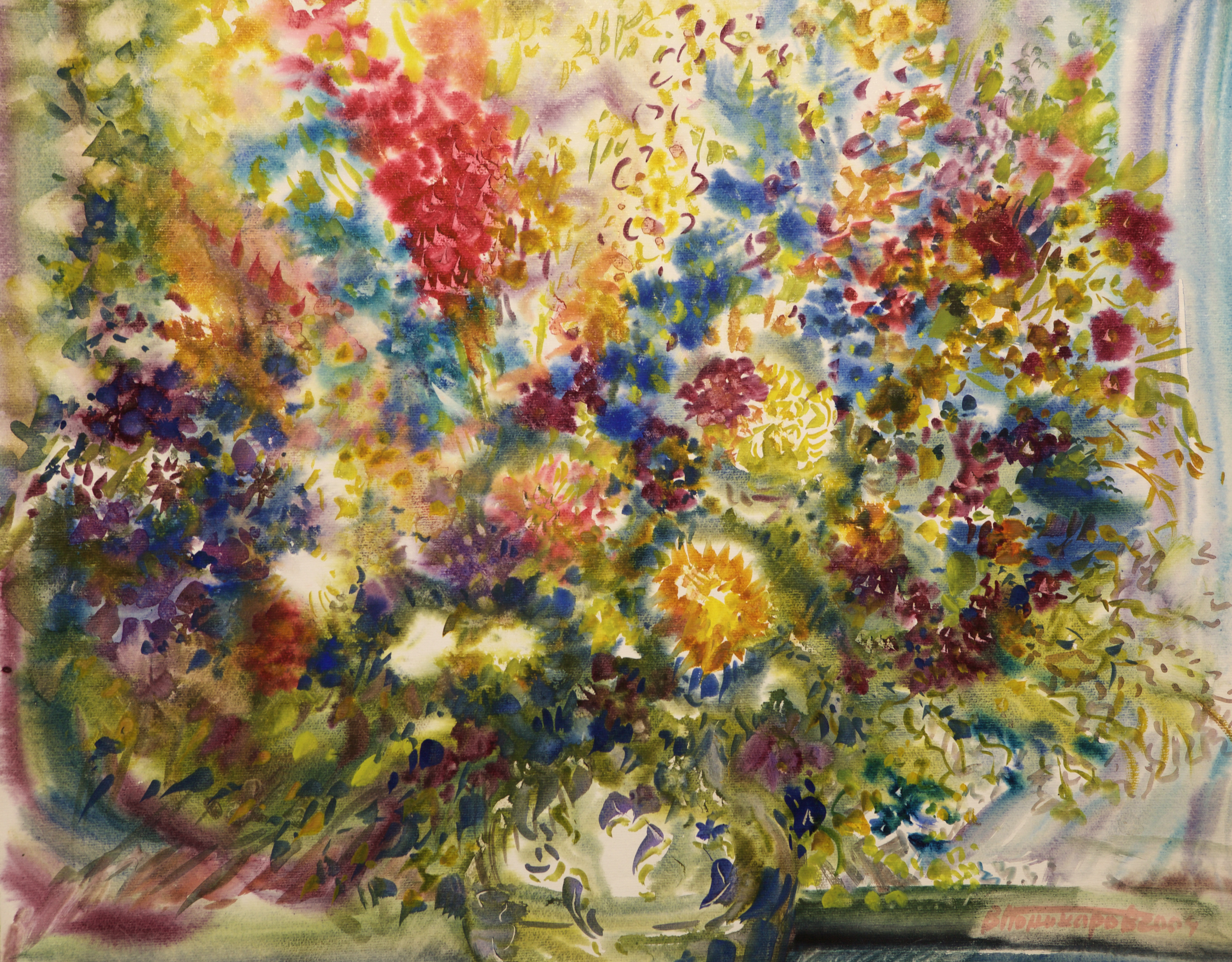
"花束，花", (81х65, 2004)
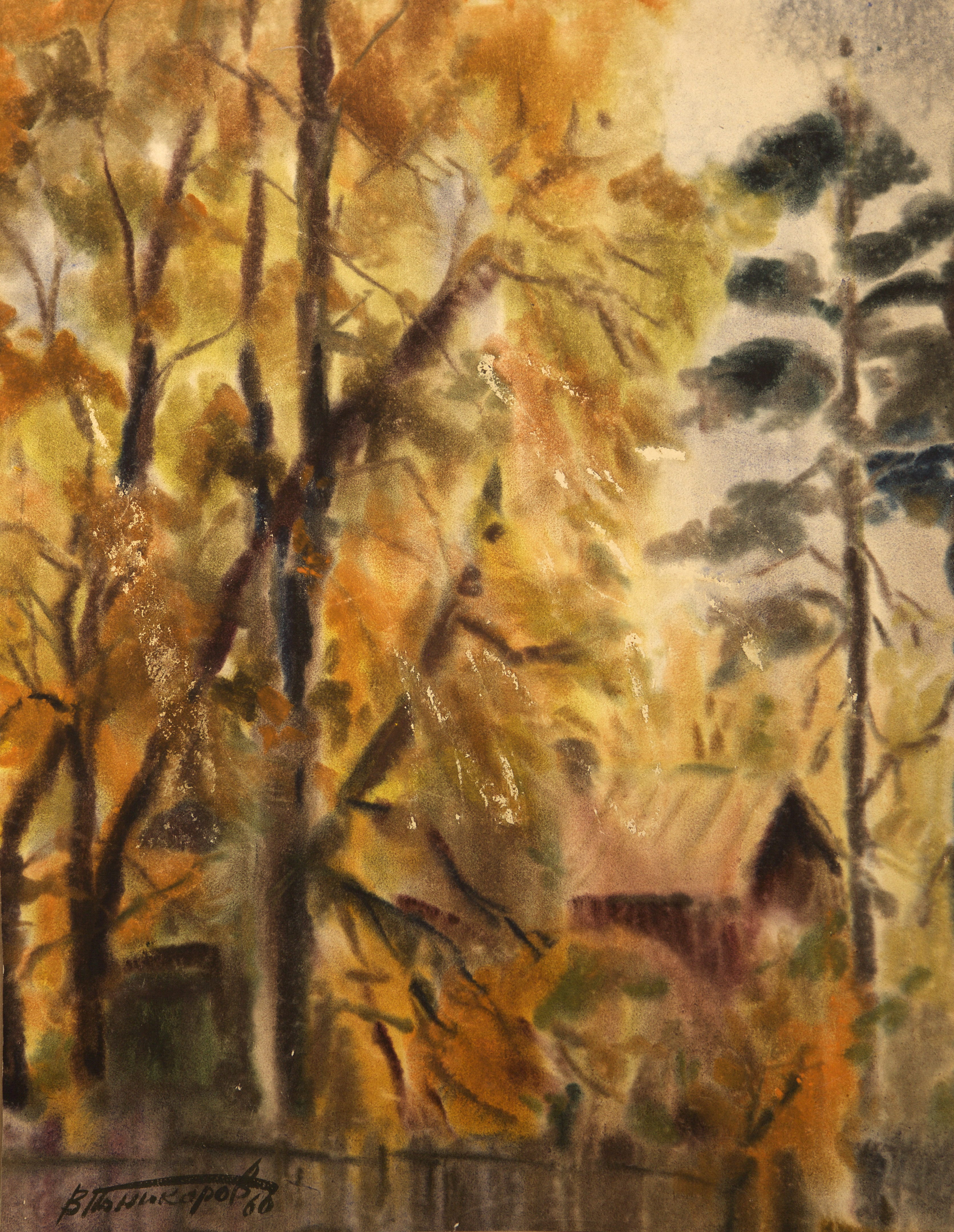
"树，秋", (52×69.5, 1960)
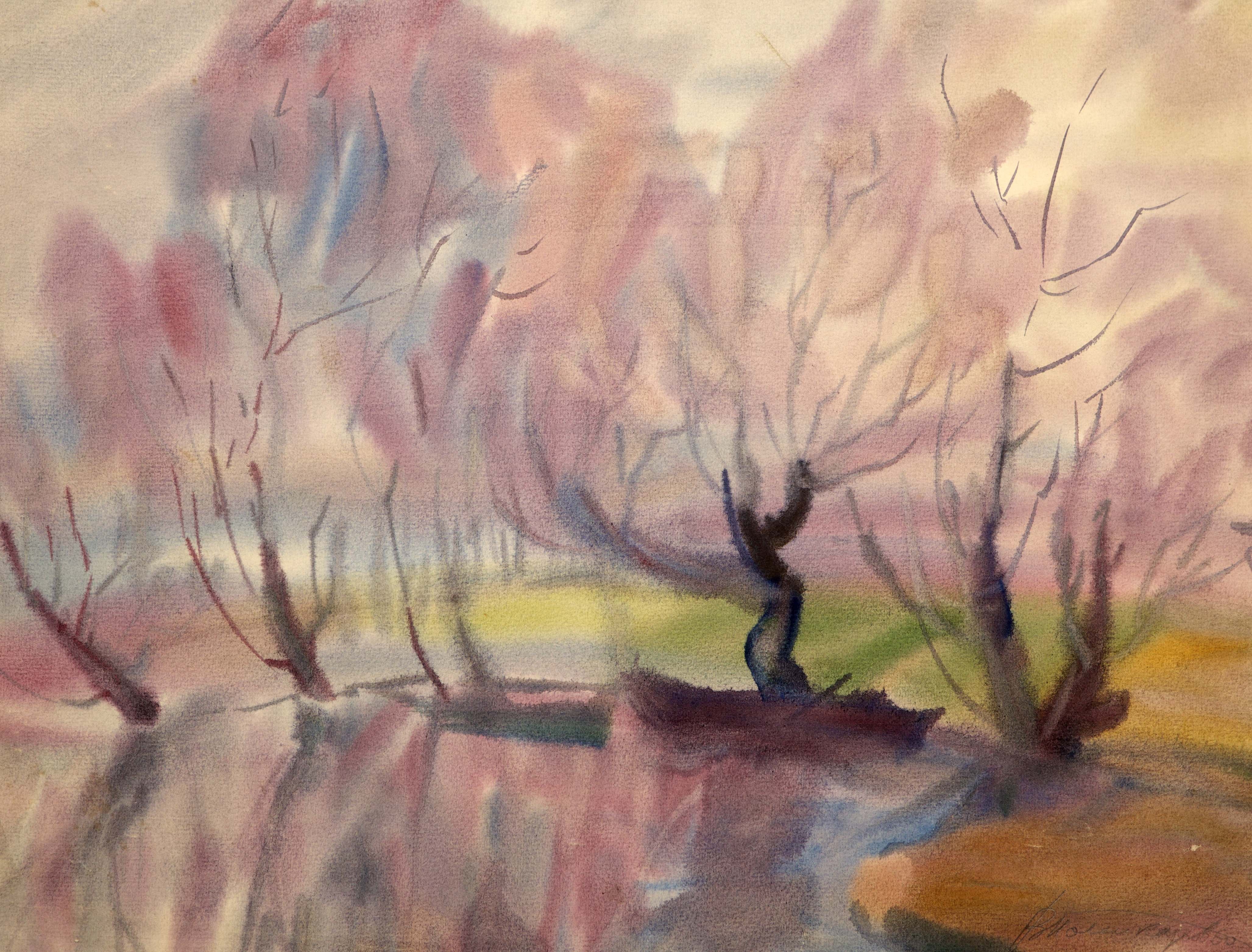
"树，湖", (47.5×36, 1960)
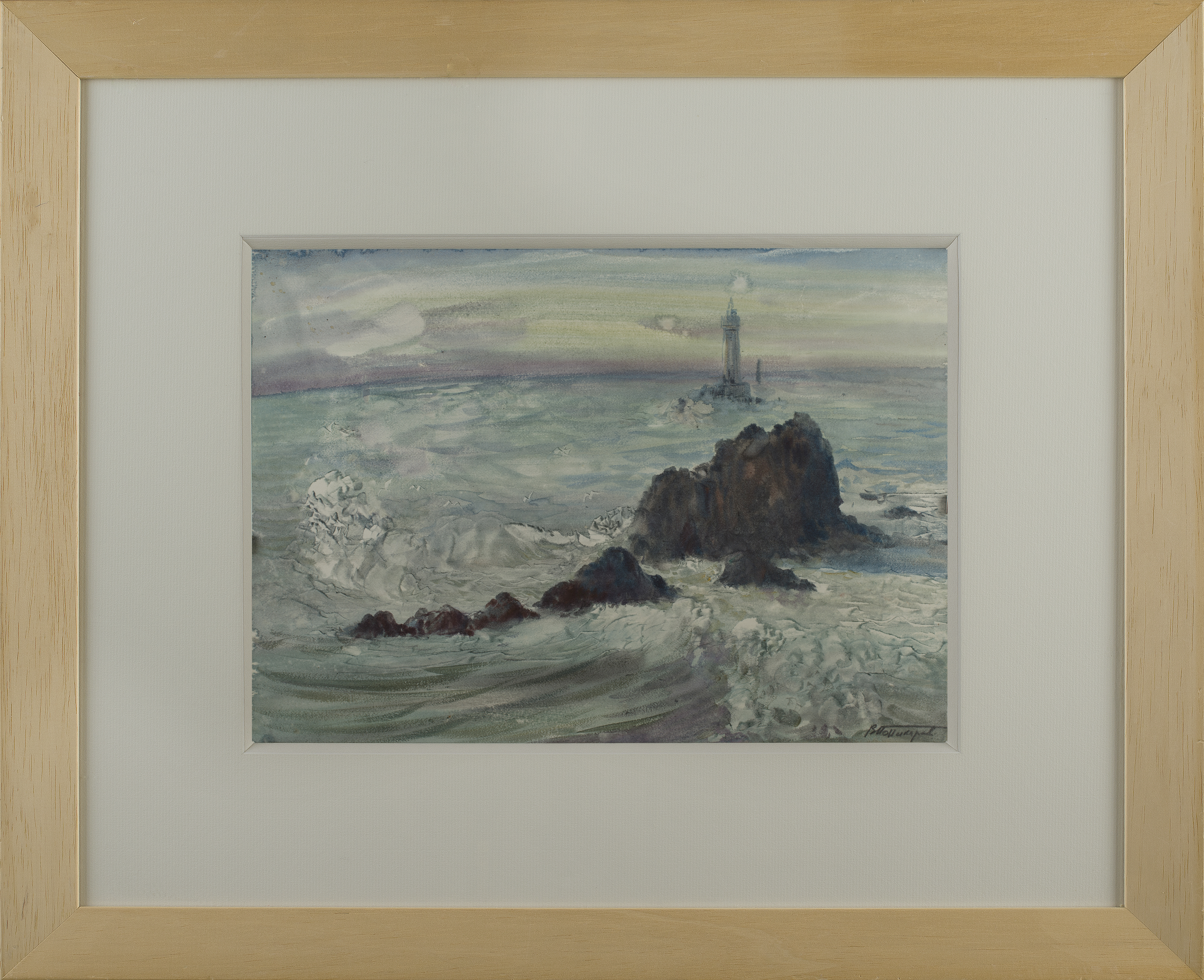
"布列塔尼"
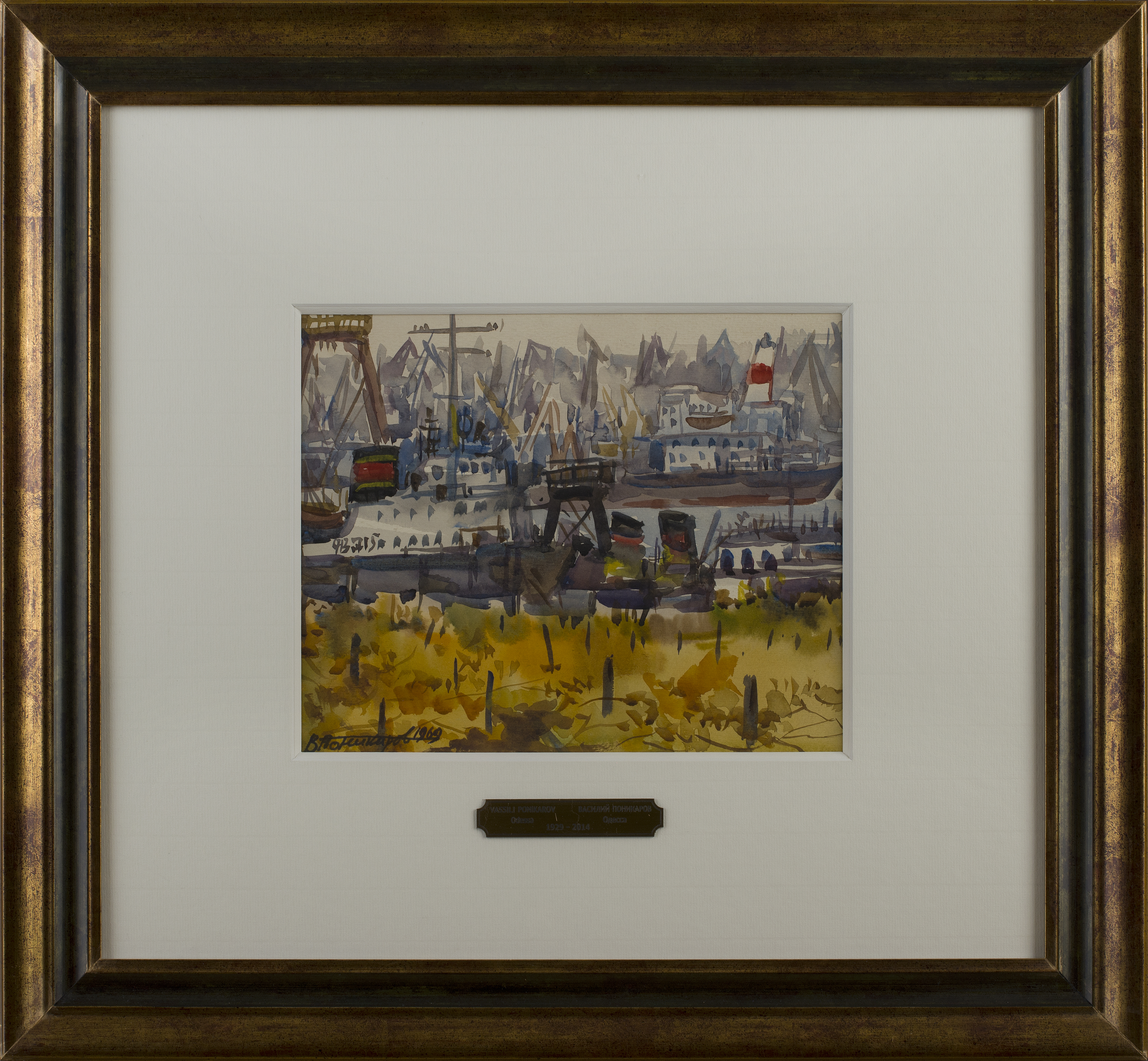
"伊利乔夫斯克港口", (1969)
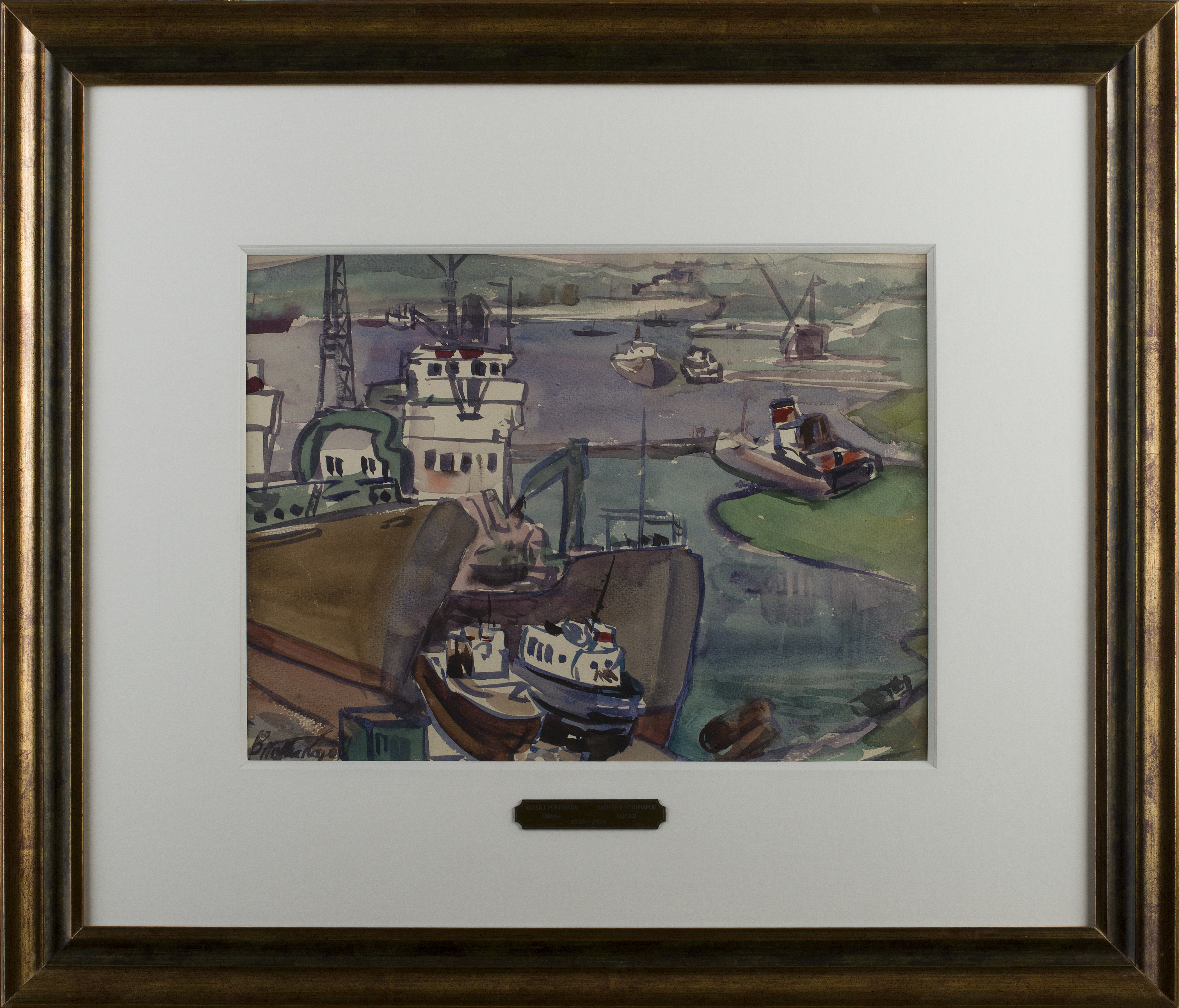
"伊利乔夫斯克港口"
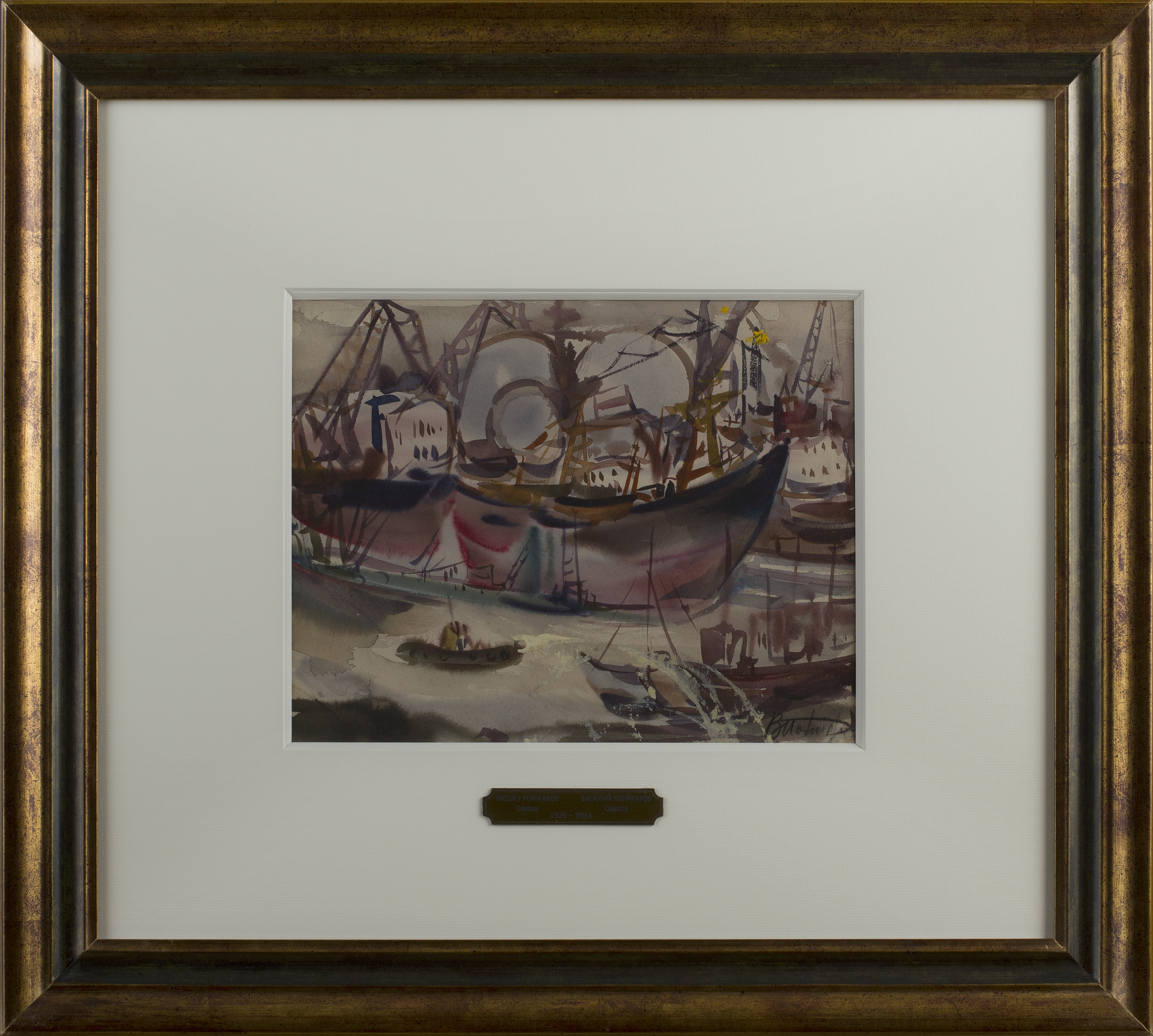
"伊利乔夫斯克港口，海船"
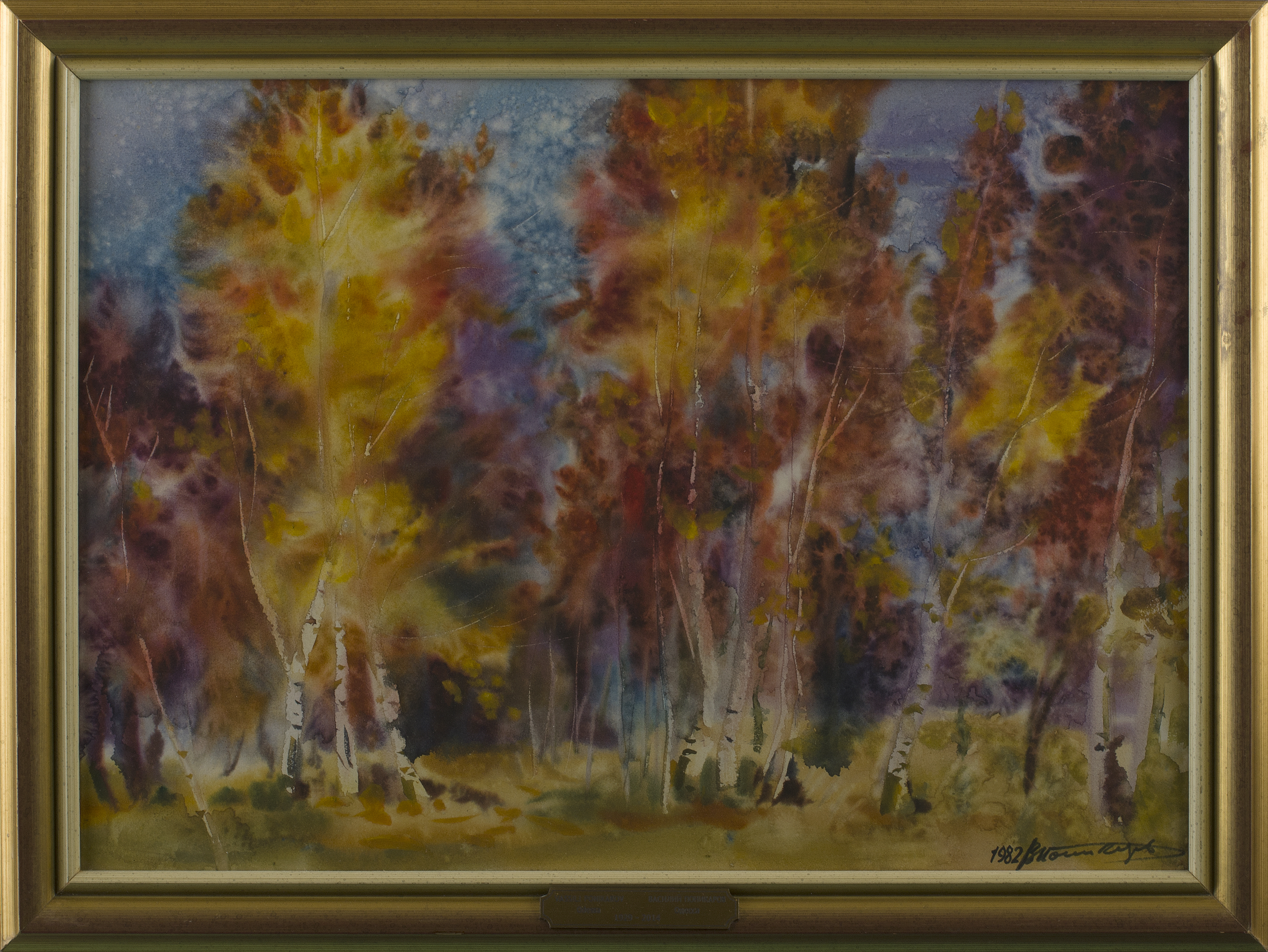
"森林", (1982)
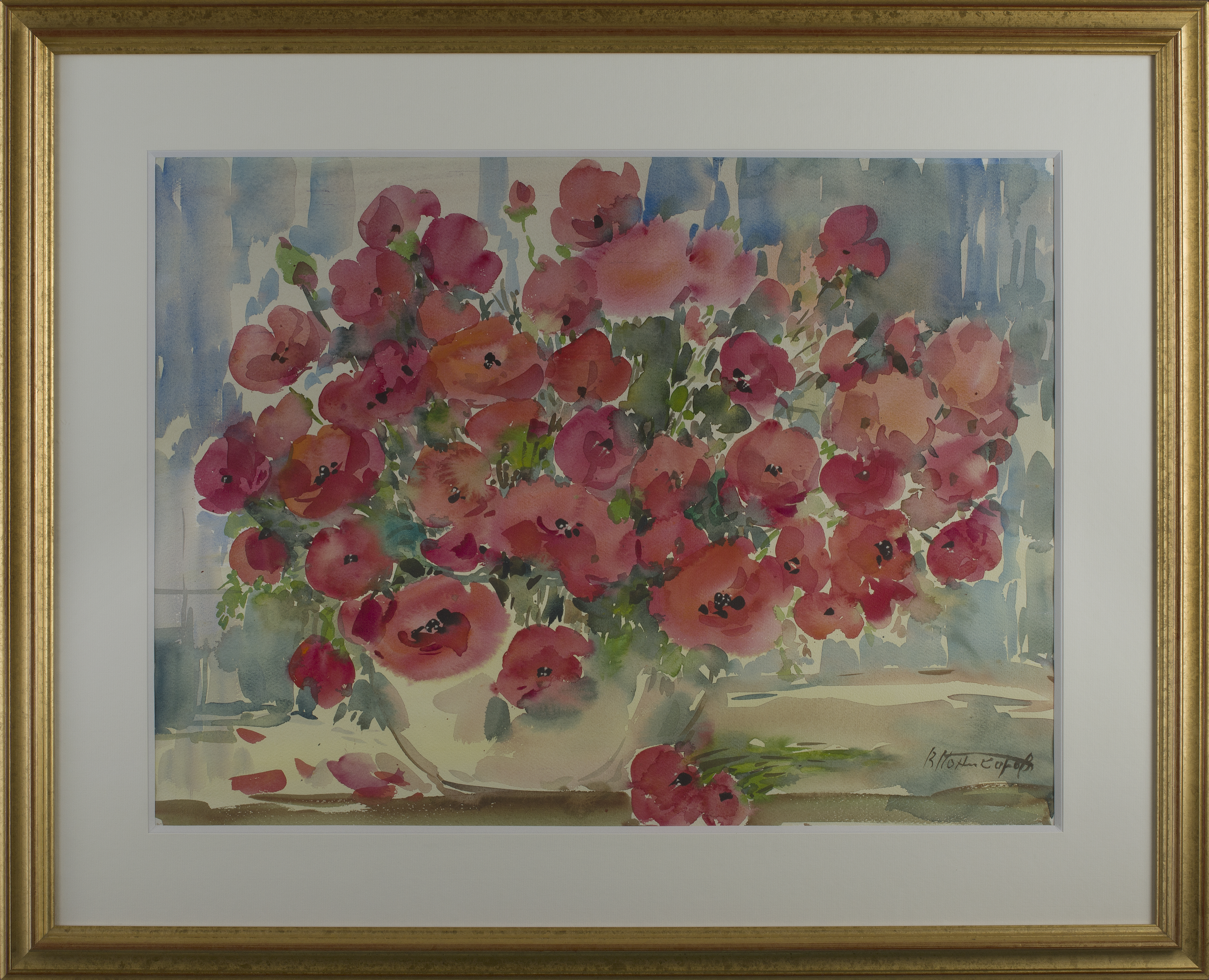
"罂粟花"
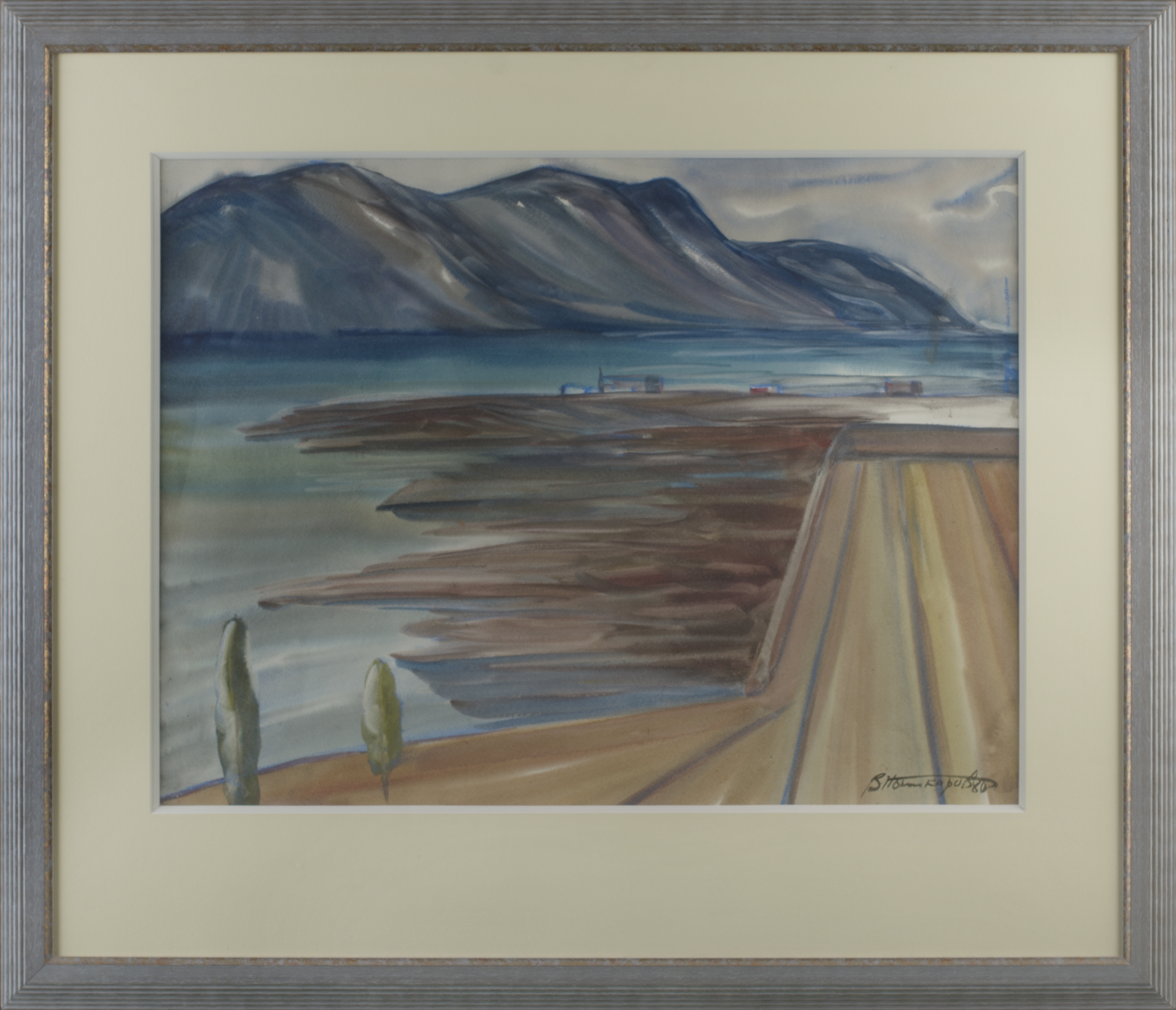
"海景", (1980)
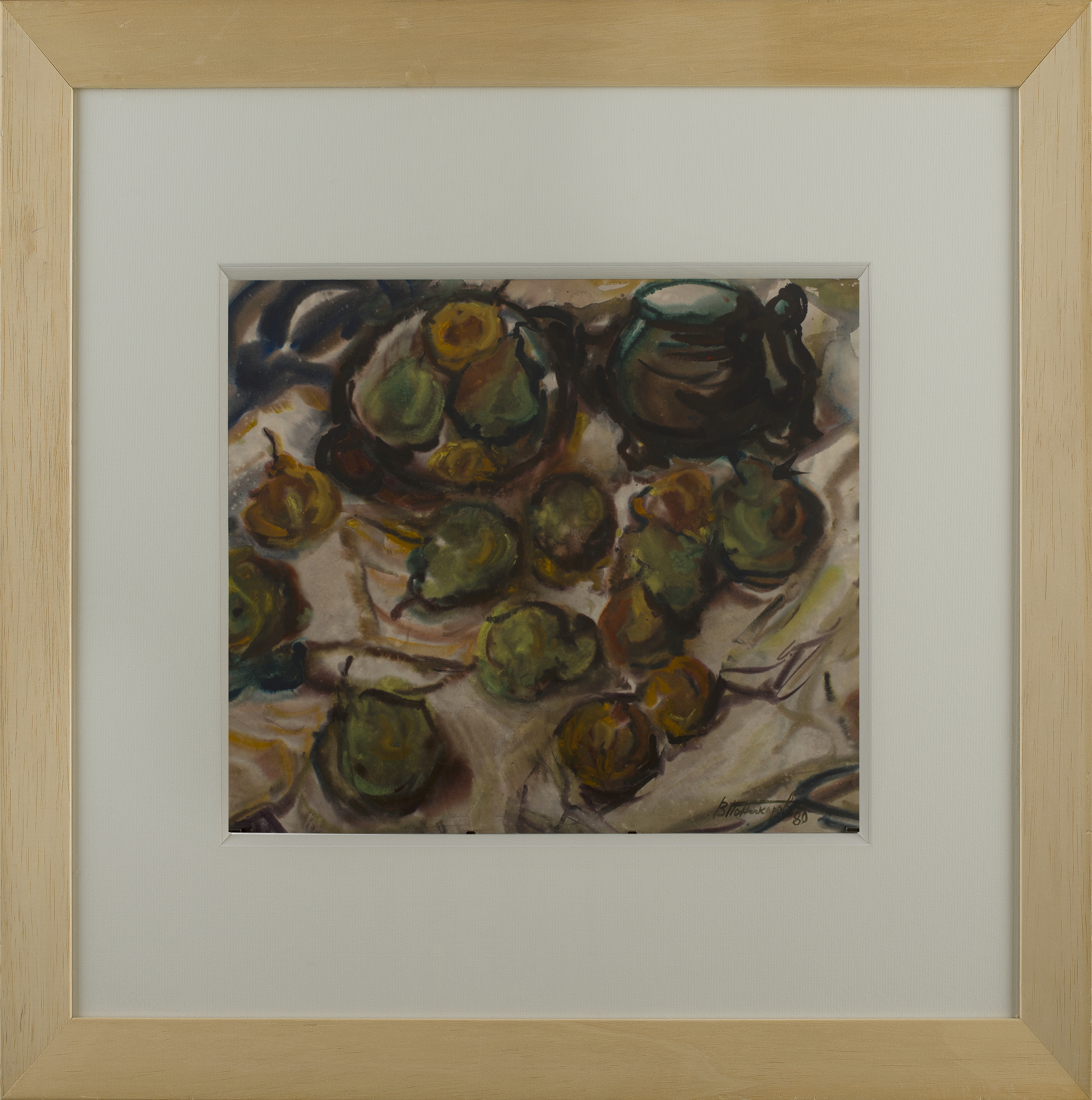
"静物", (1980)
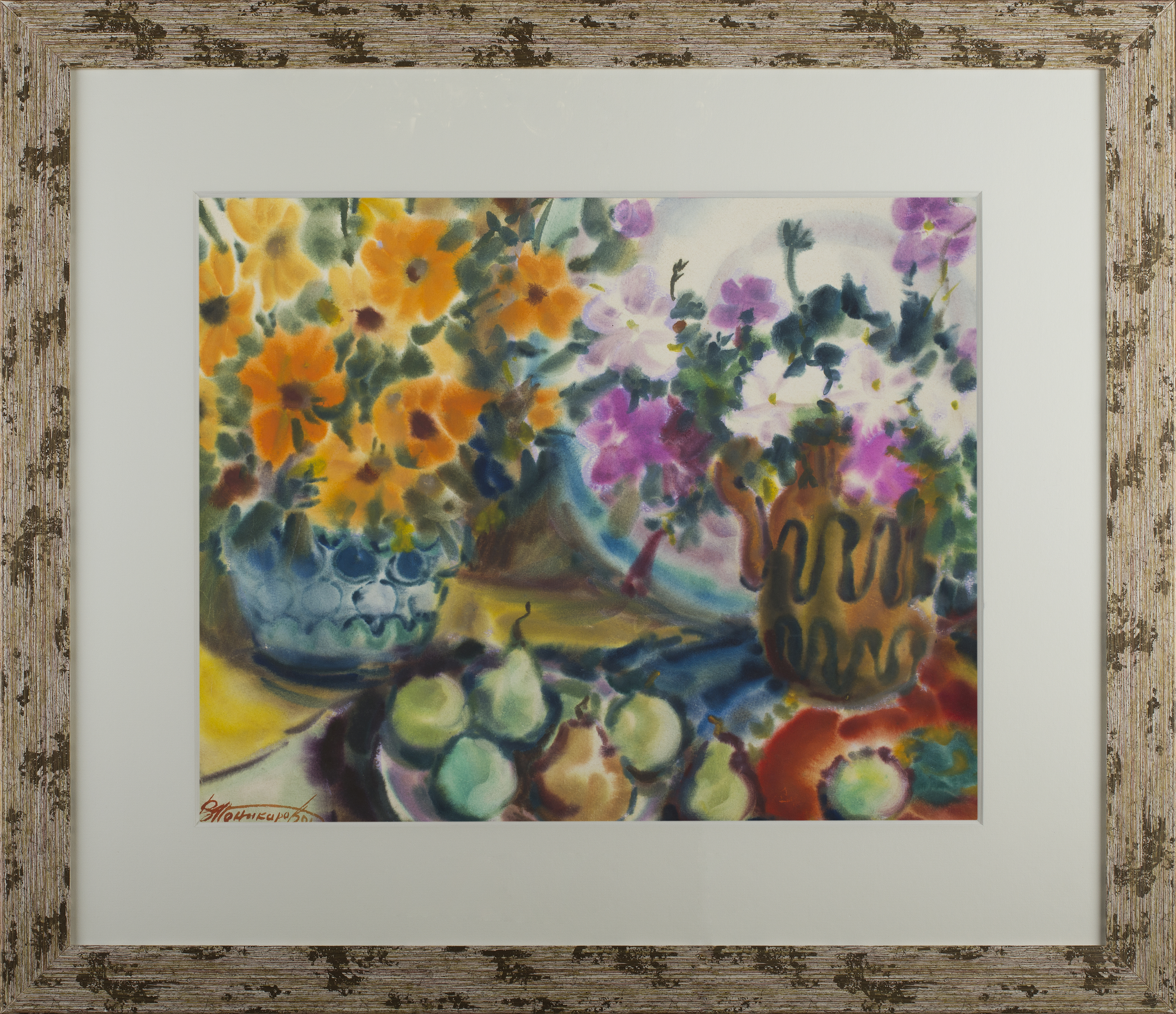
"静物", (1991)
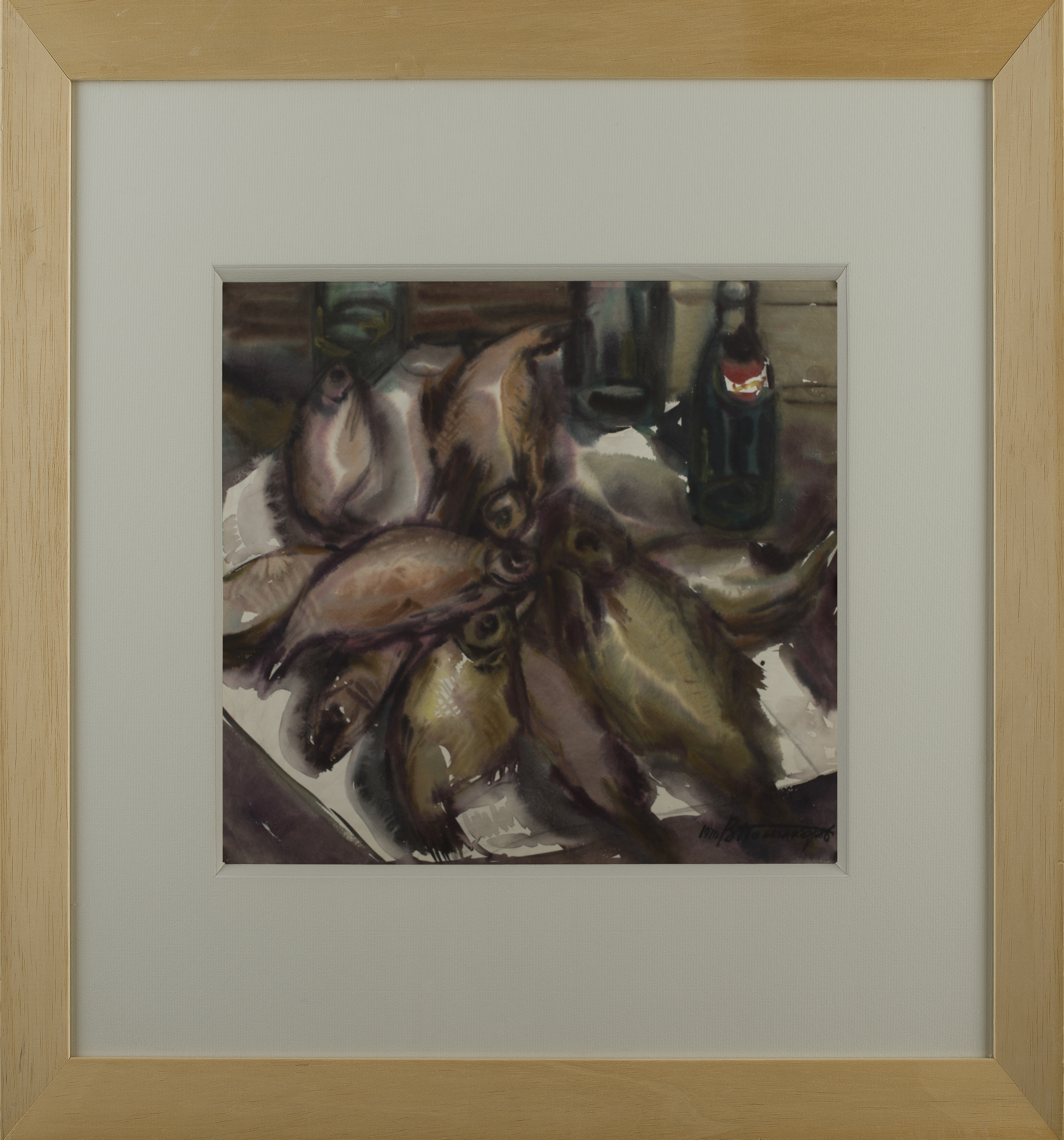
"渔静物", (1970)
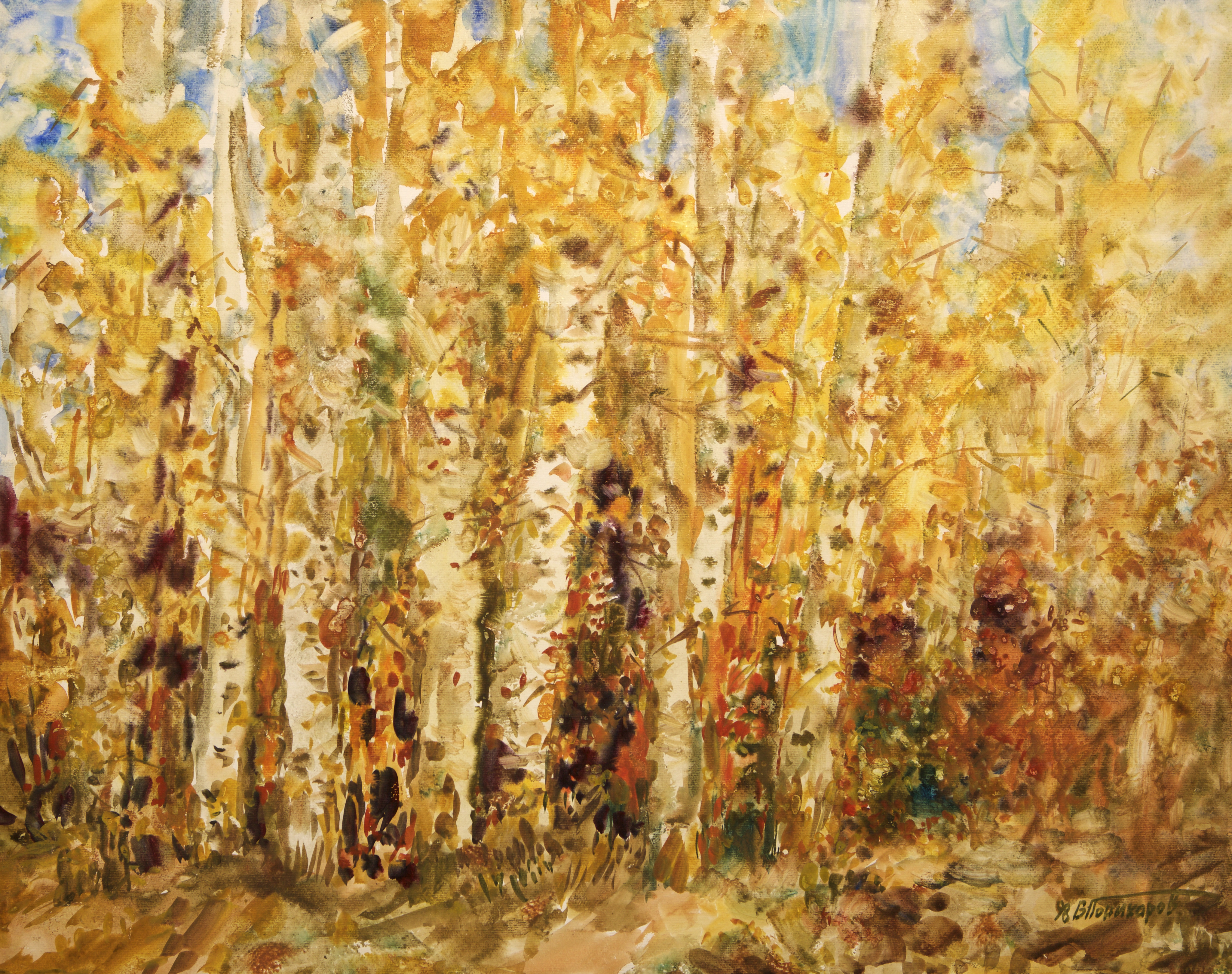
"森林，白桦林，秋天", (89х72, 1998)
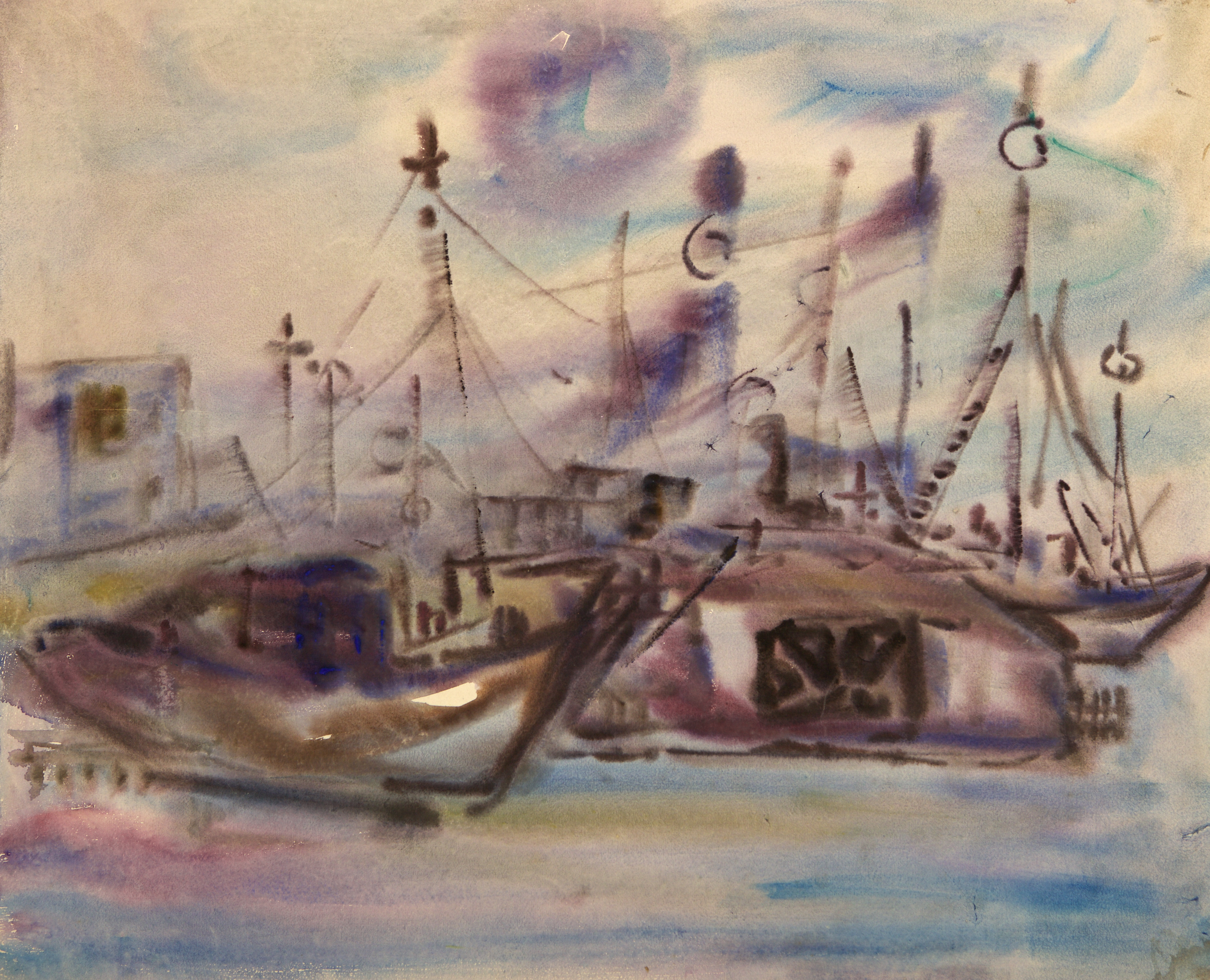
"大海，海船，早晨", (65х55, 1980)
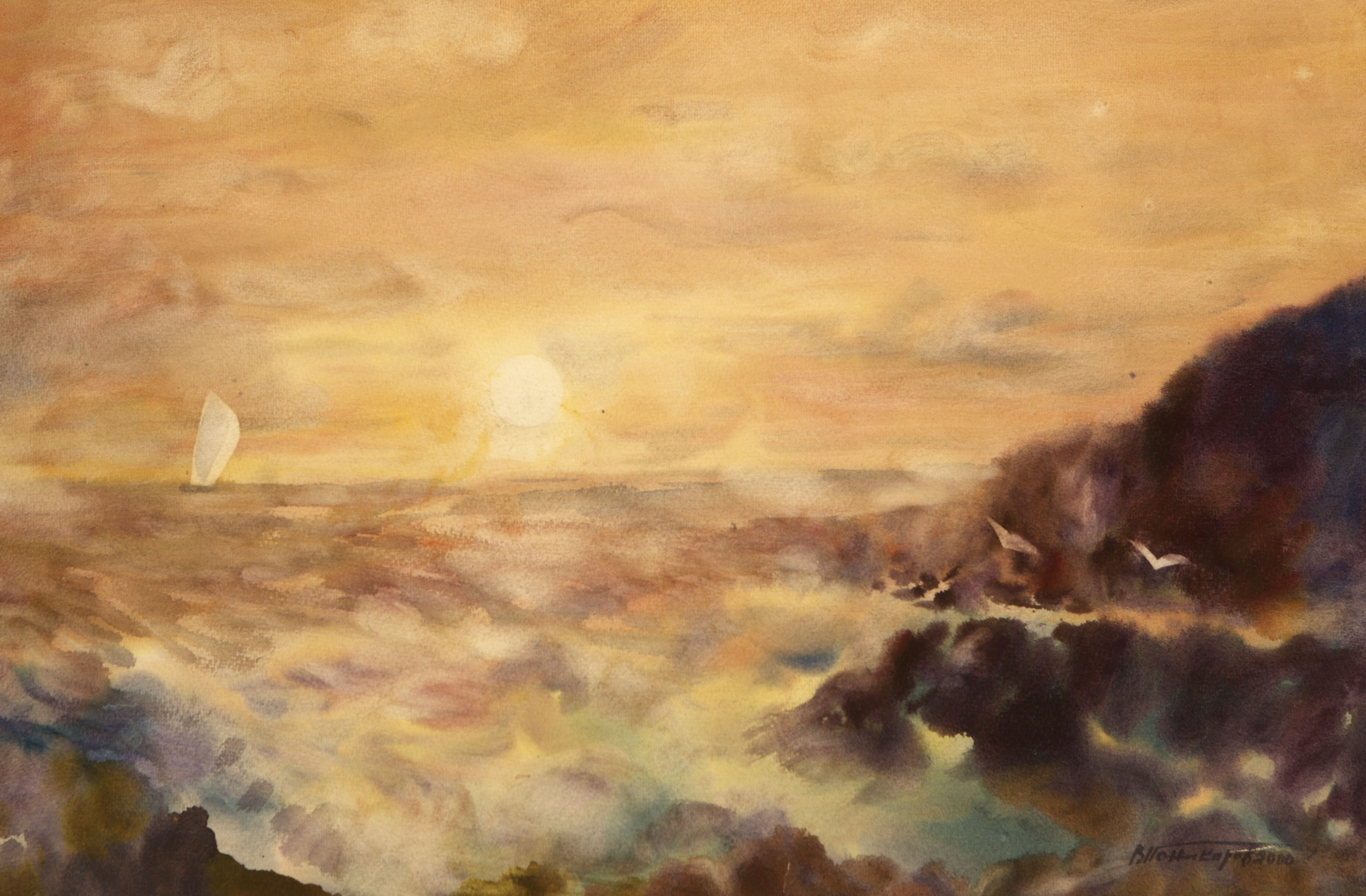
"大海，游艇，岩石，日落", (68.5х46, 2000)
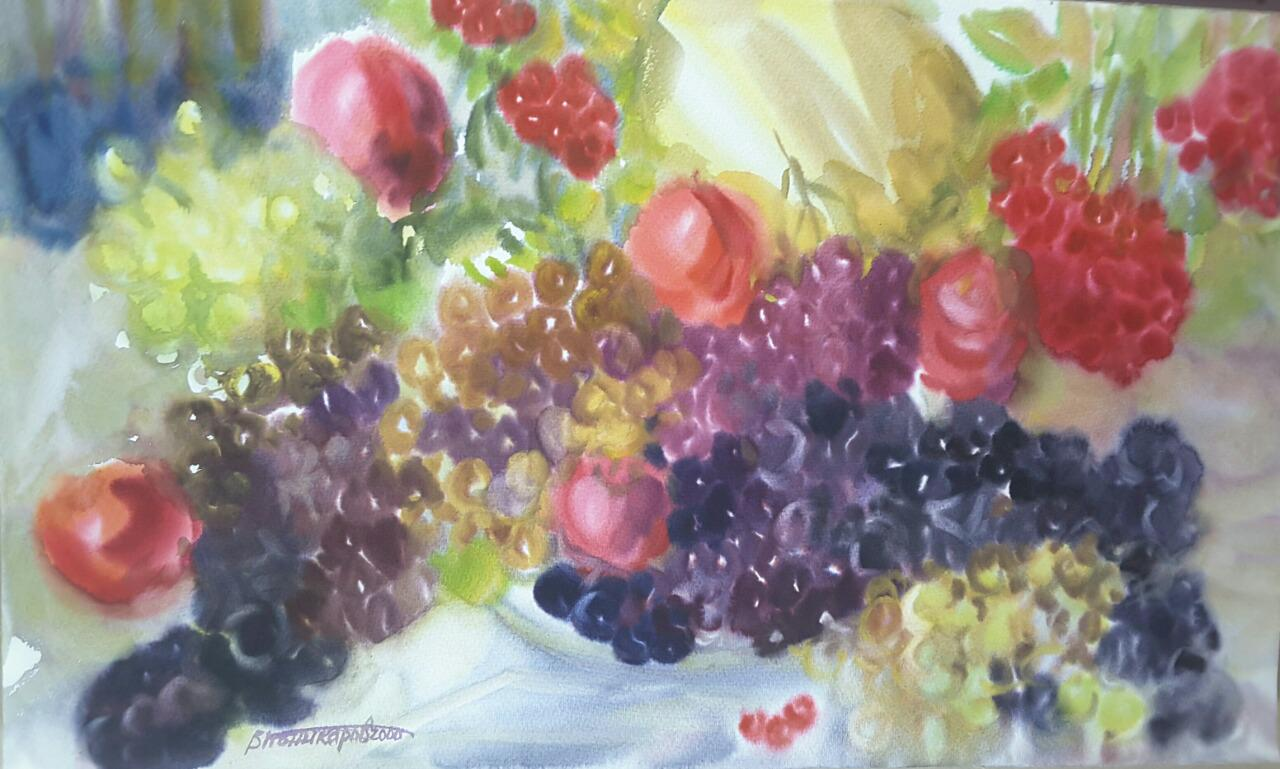
"甜瓜和葡萄静物", (2000)
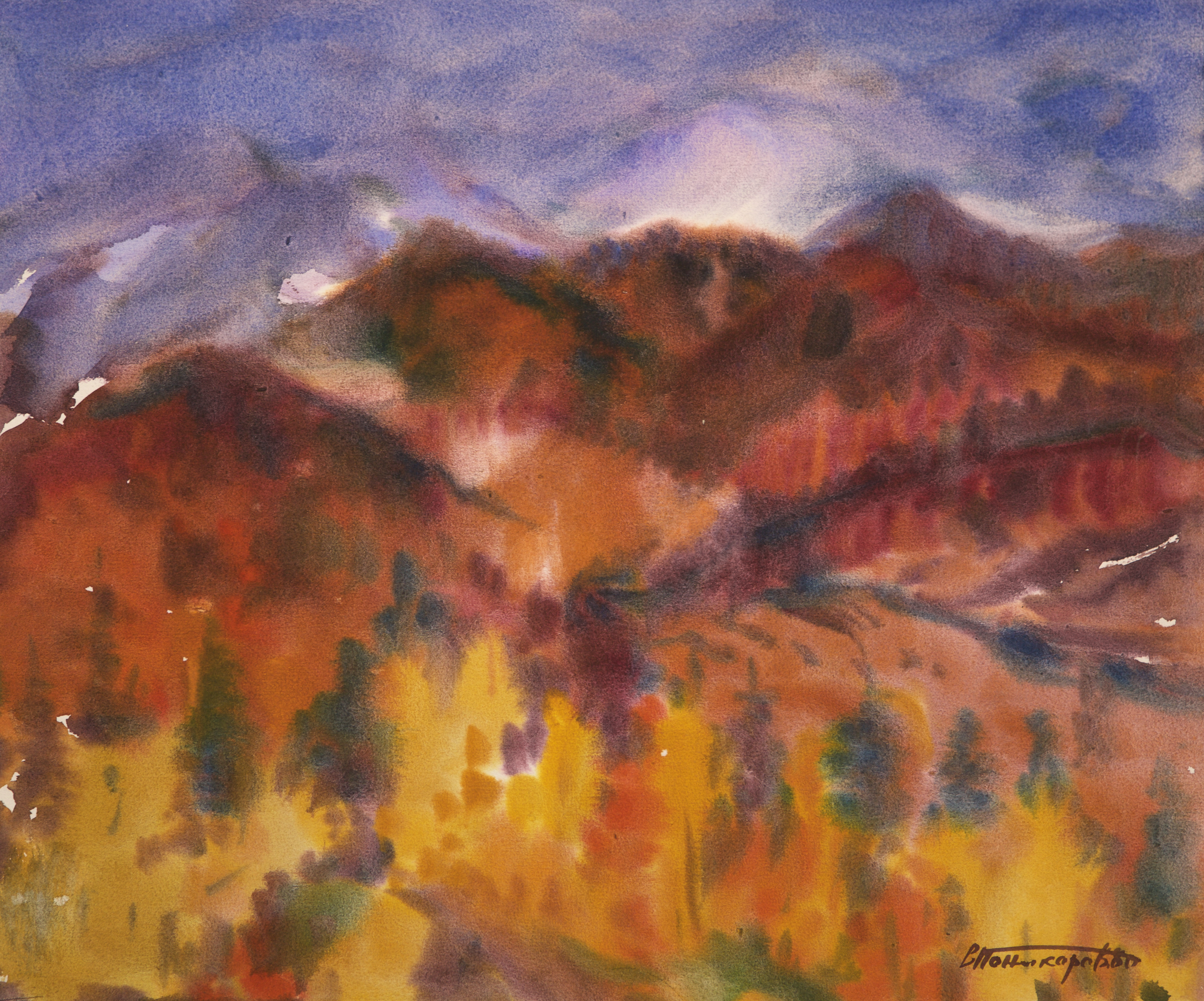
"秋树山", (43х36, 1980)
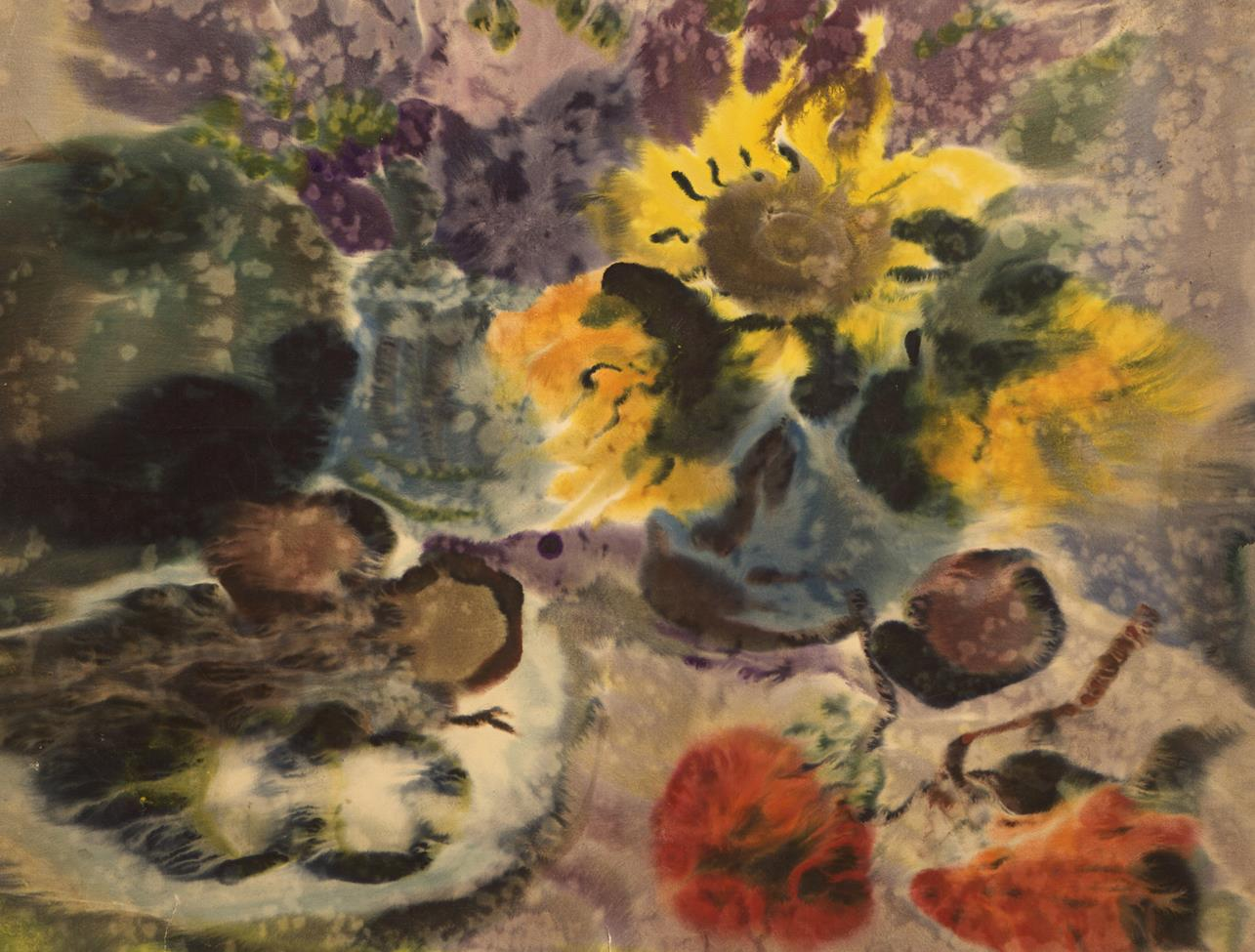
"太阳花，琼花", (76х60.5, 1985)
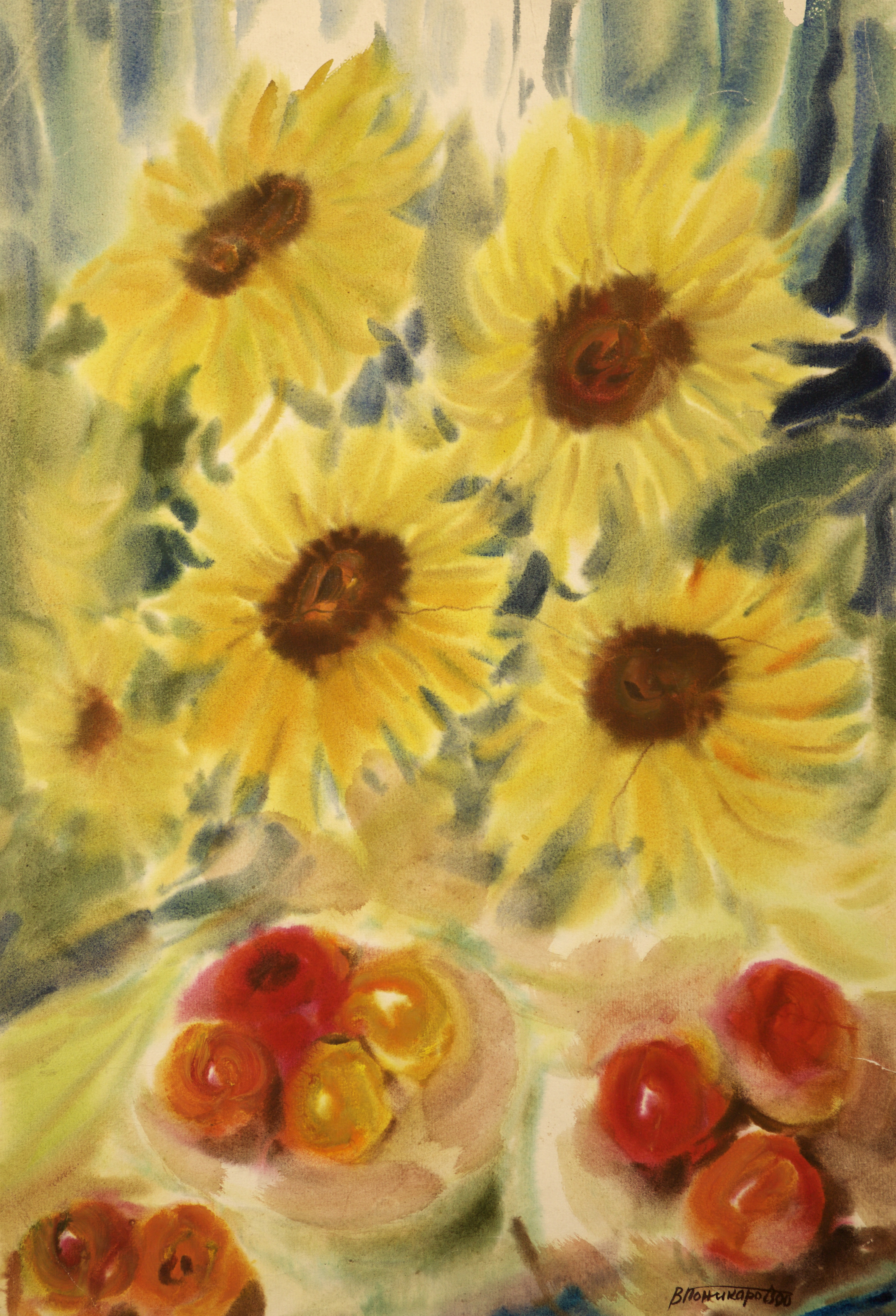
"太阳花，桃子", (47х69.5, 1990)
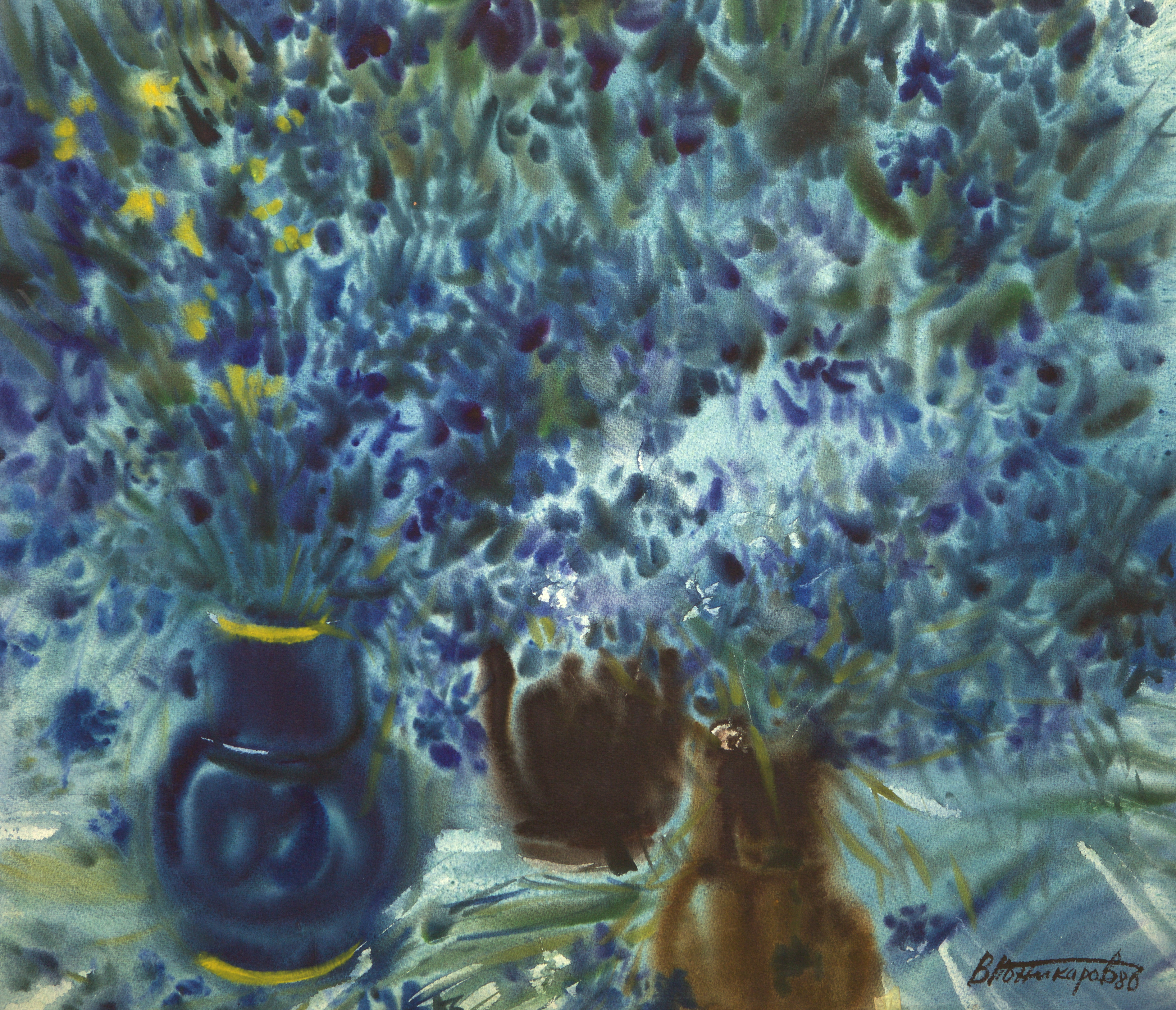
"蓝花", (78х67.5, 1980)
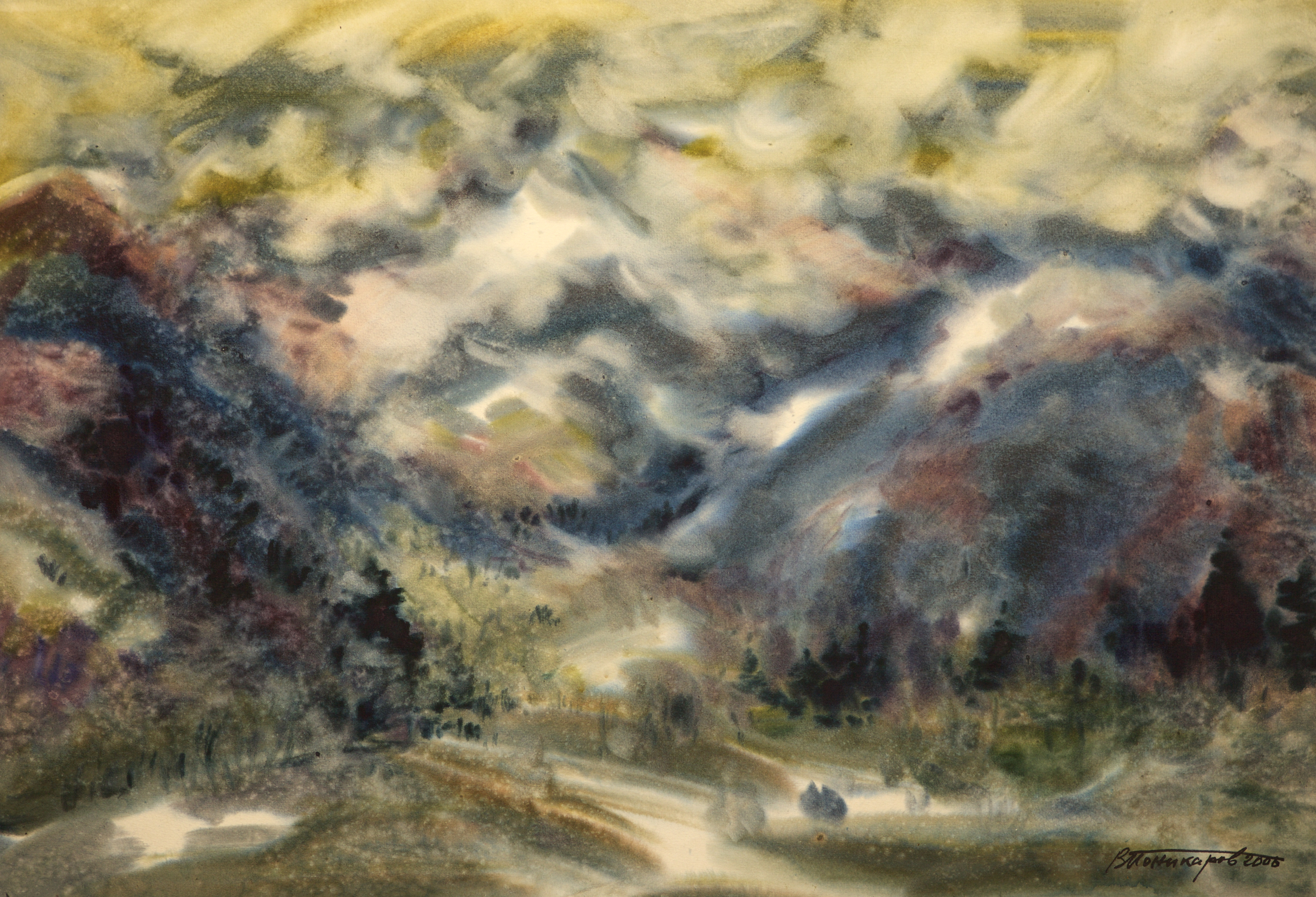
"山坡，高山，春天", (98х68, 2006)
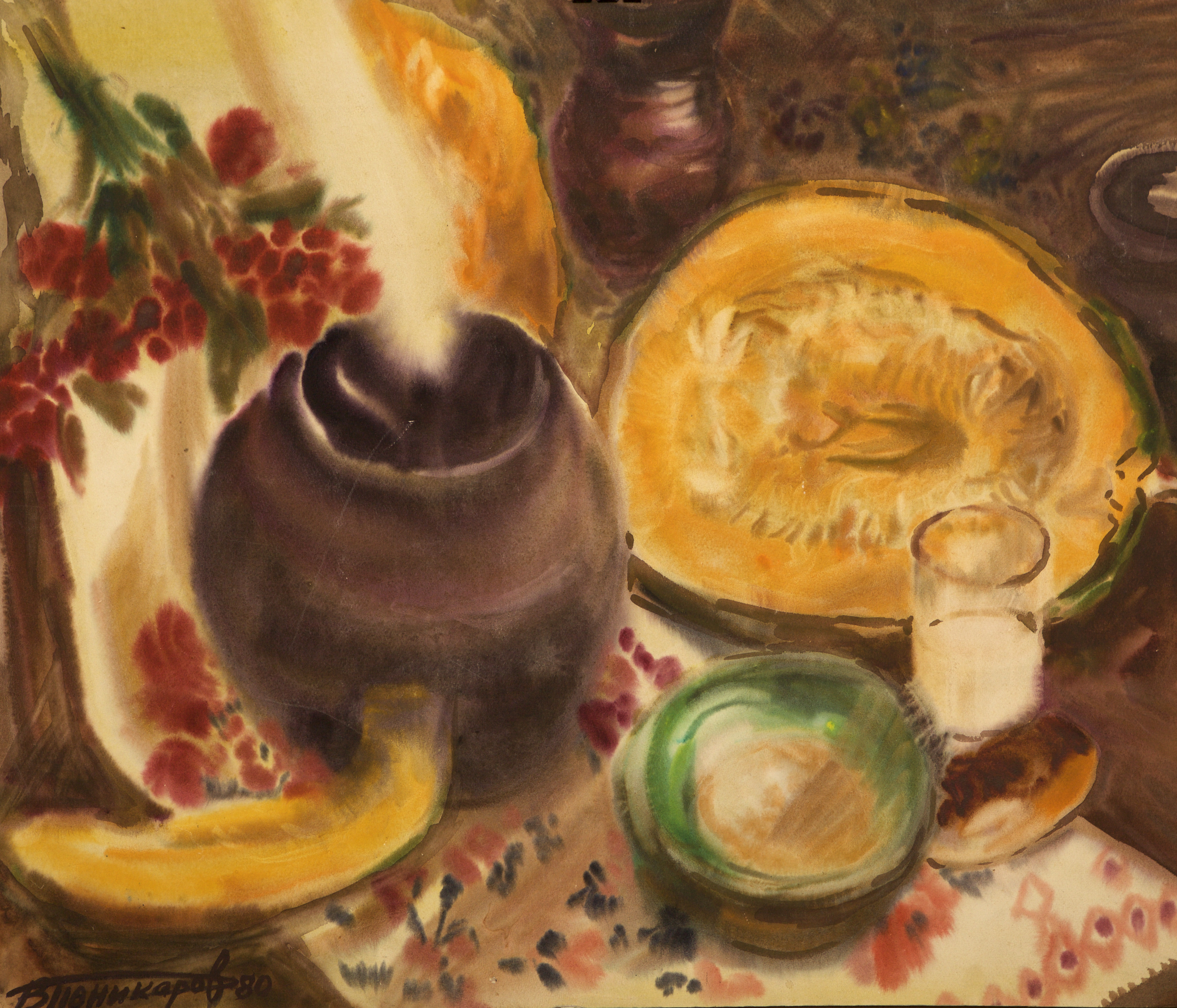
"南瓜，琼花", (69х60, 1980)
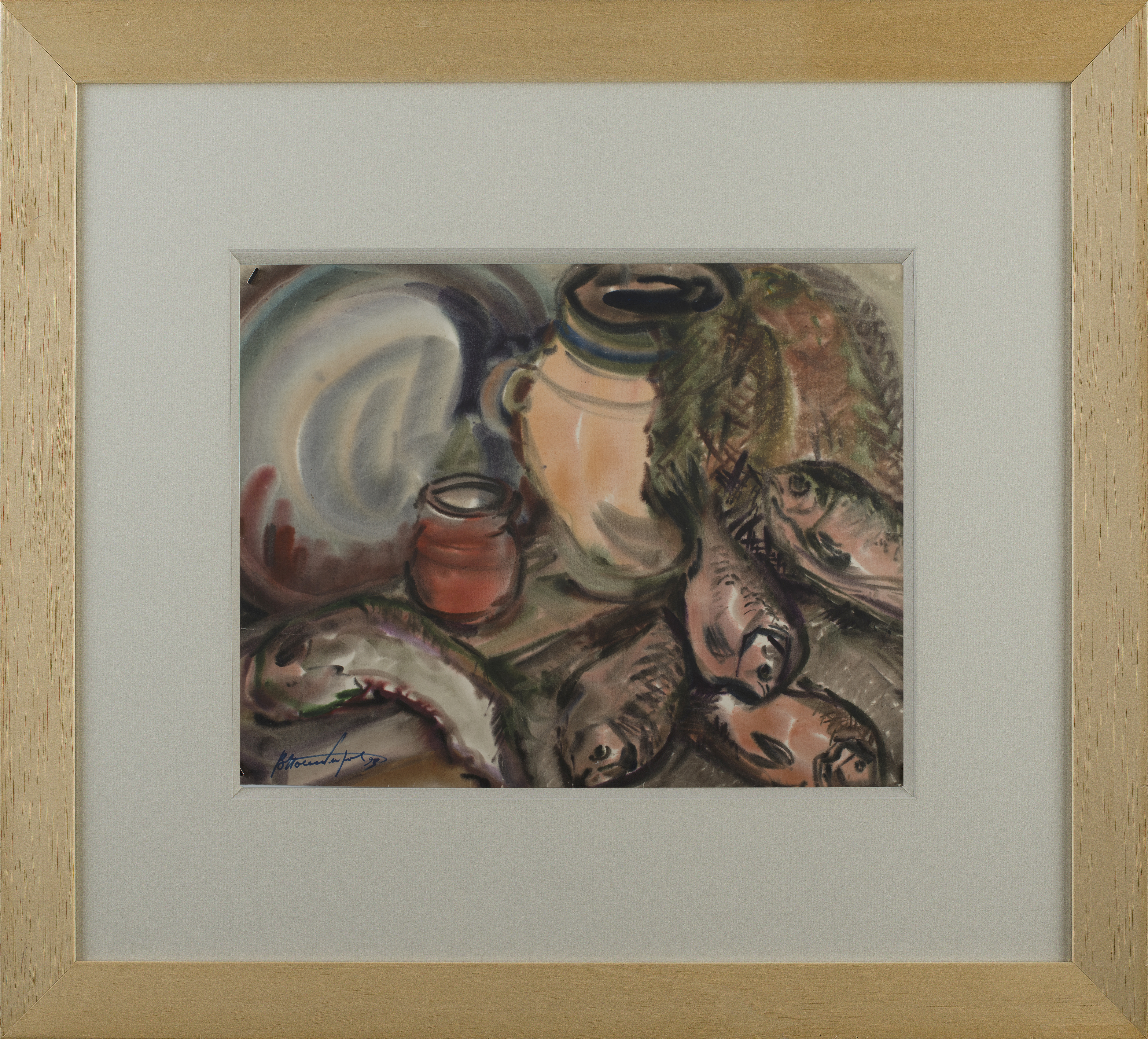
"渔静物", (1993)
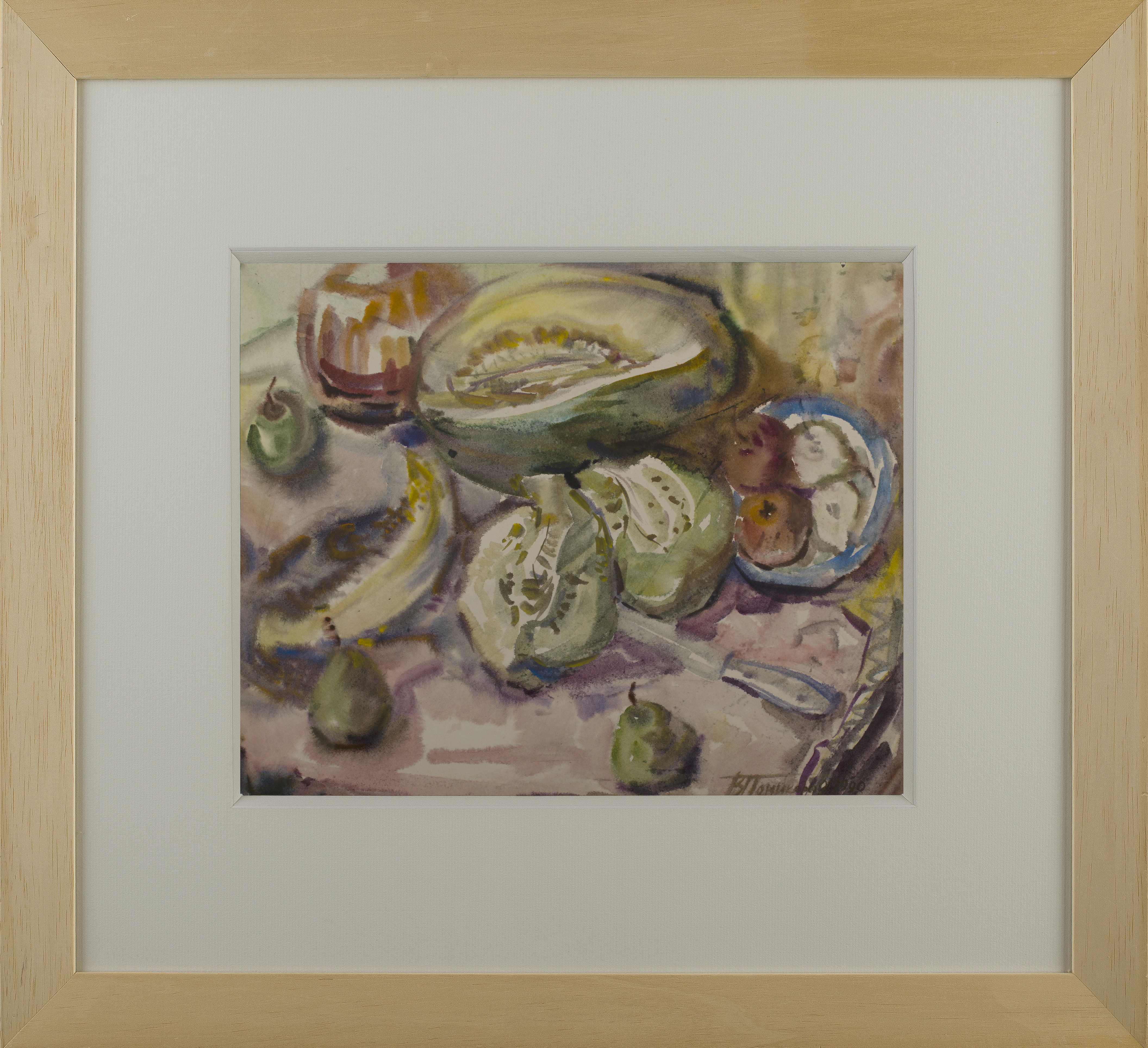
"静物，甜瓜", (1990)
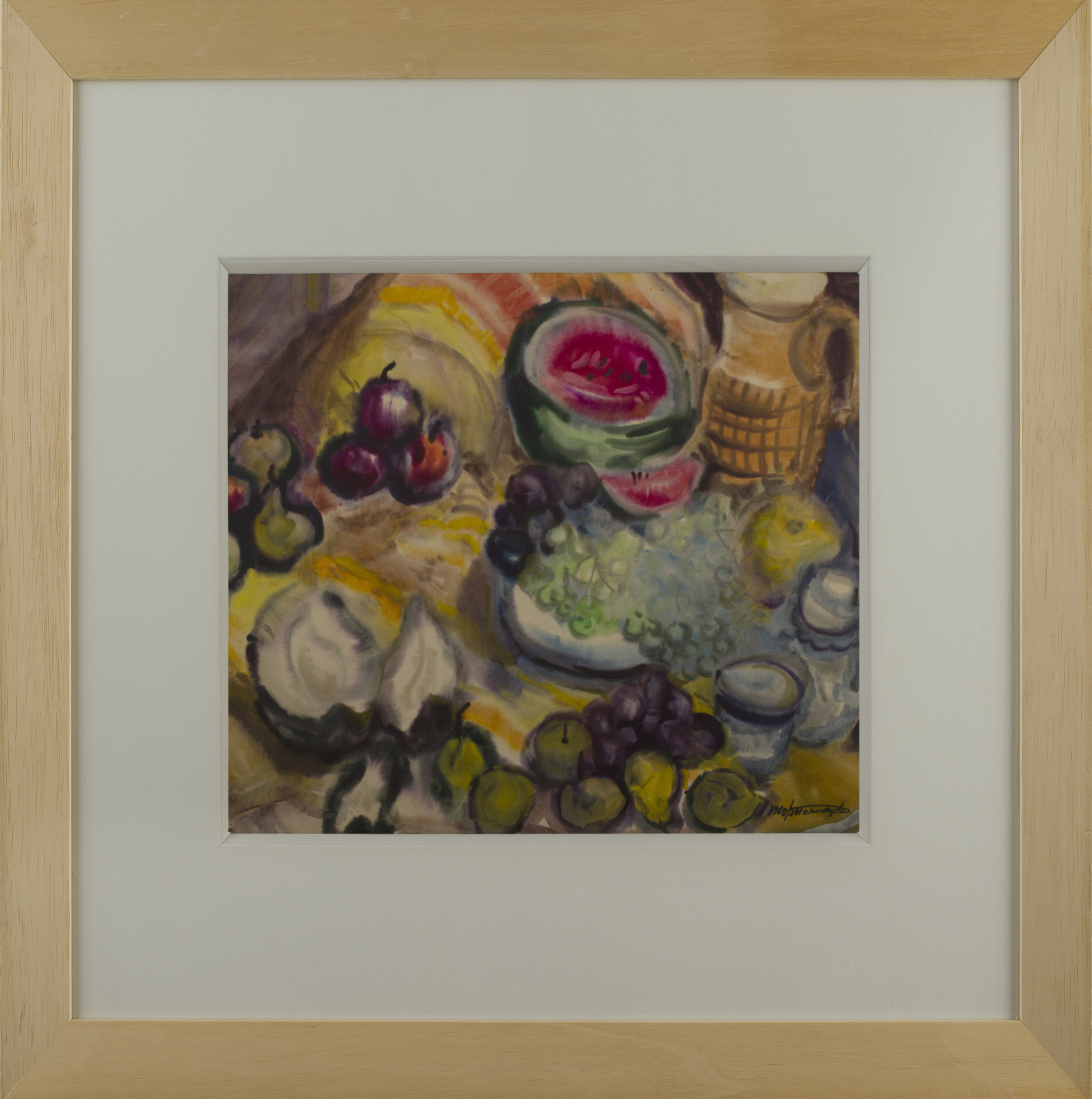
"静物，水果", (1980)
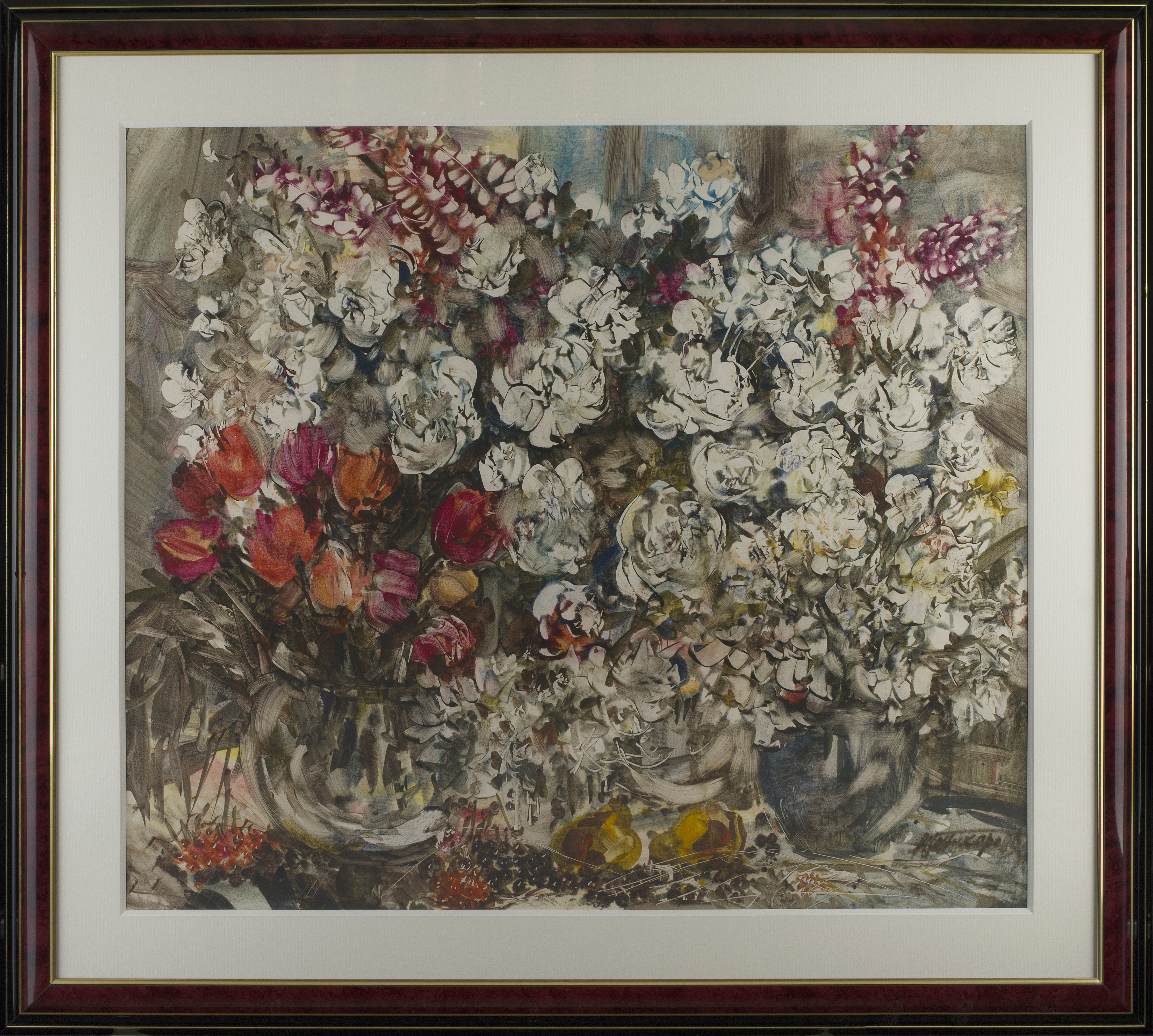
"芍药", (1994)
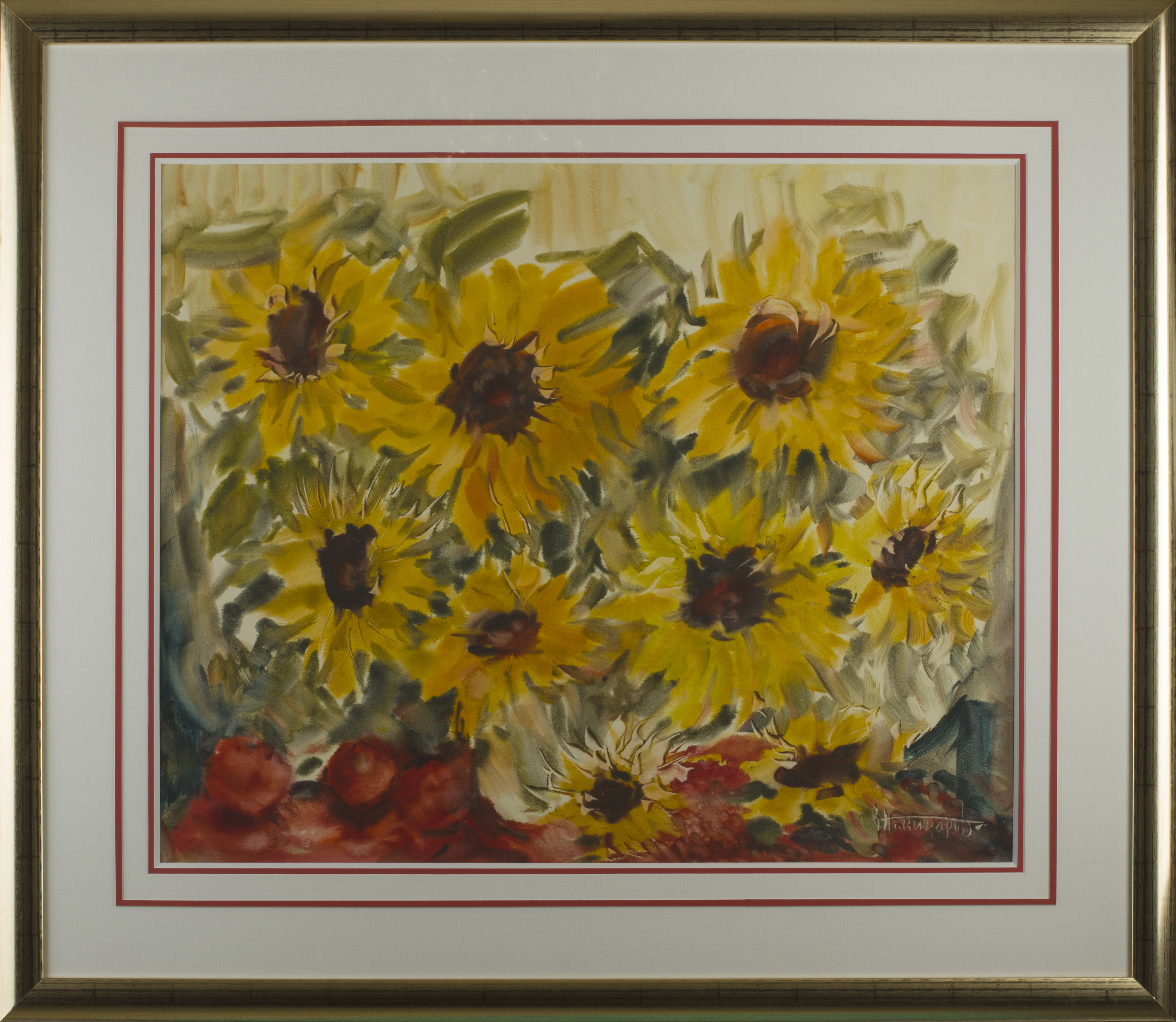
"太阳花", (2005)
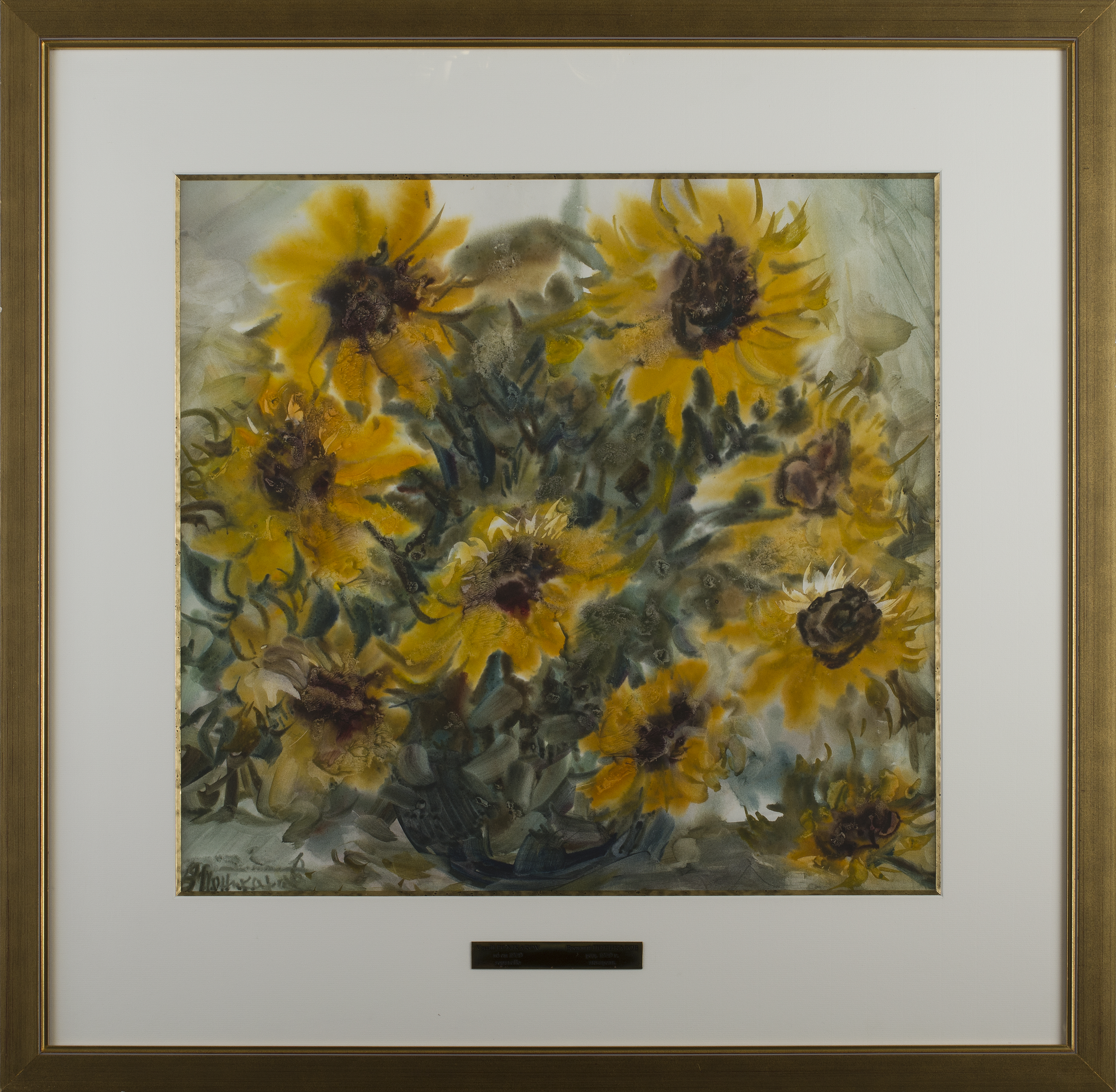
"太阳花"
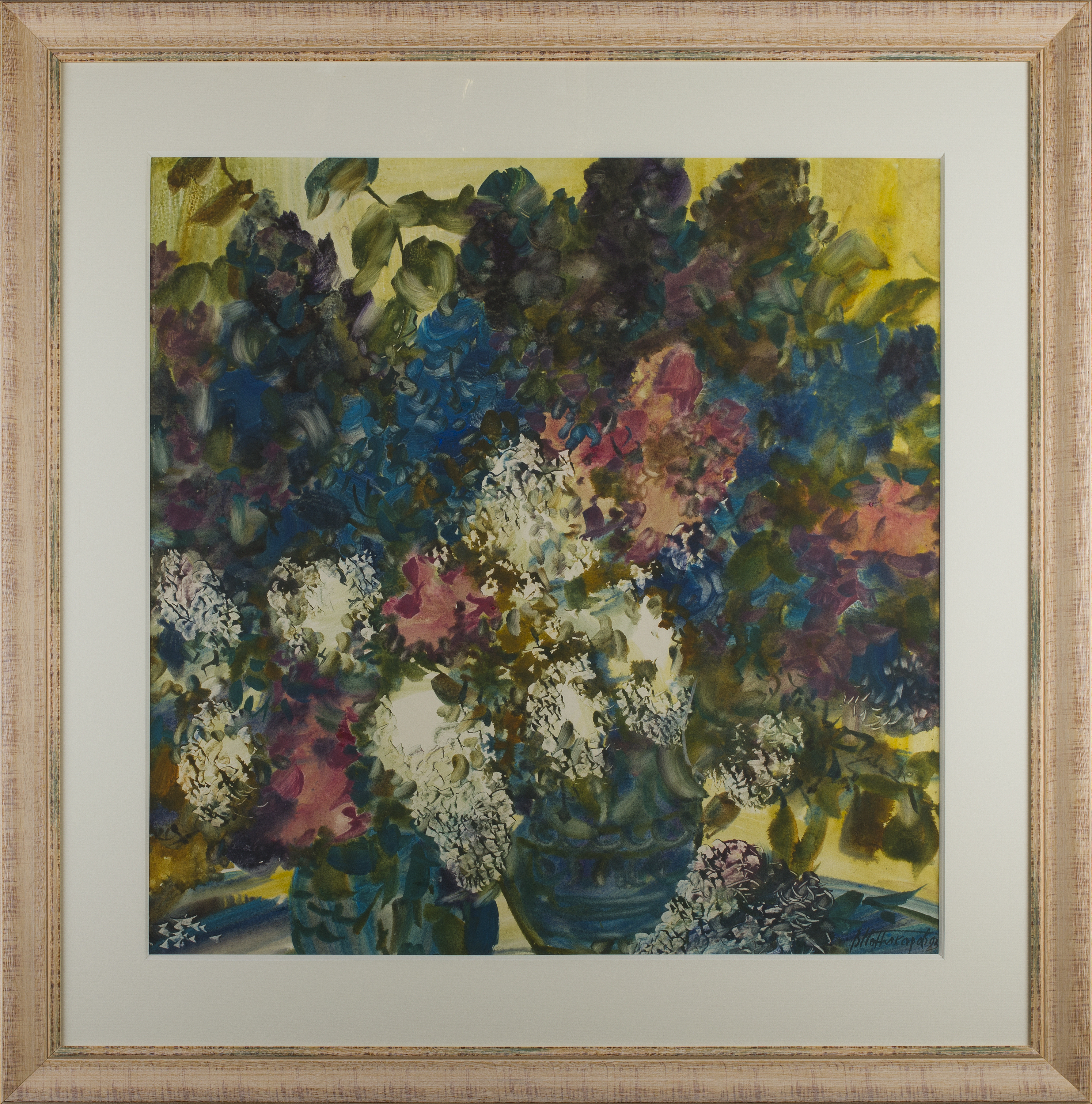
"丁香花", (1993)
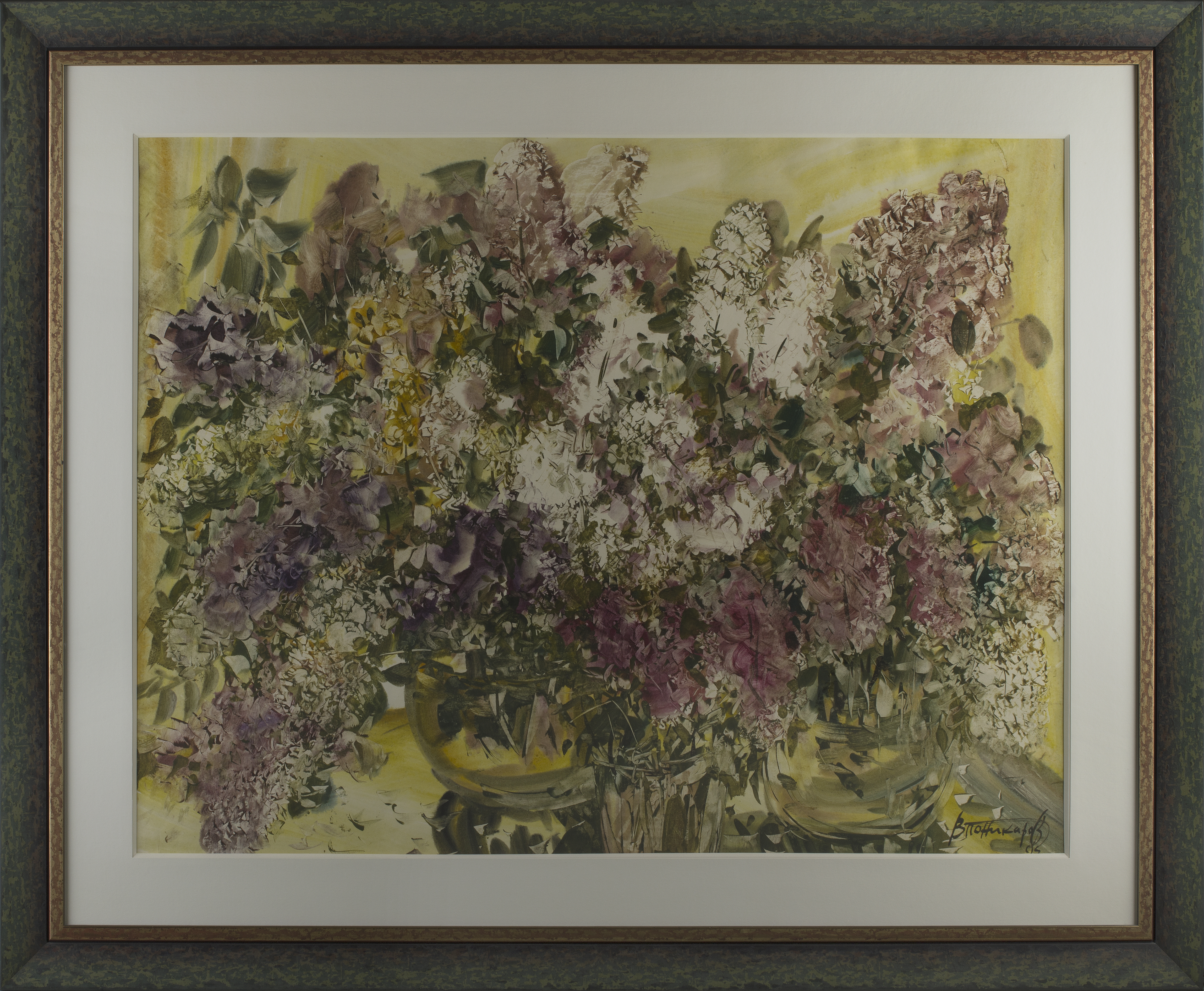
"丁香花", (1995)
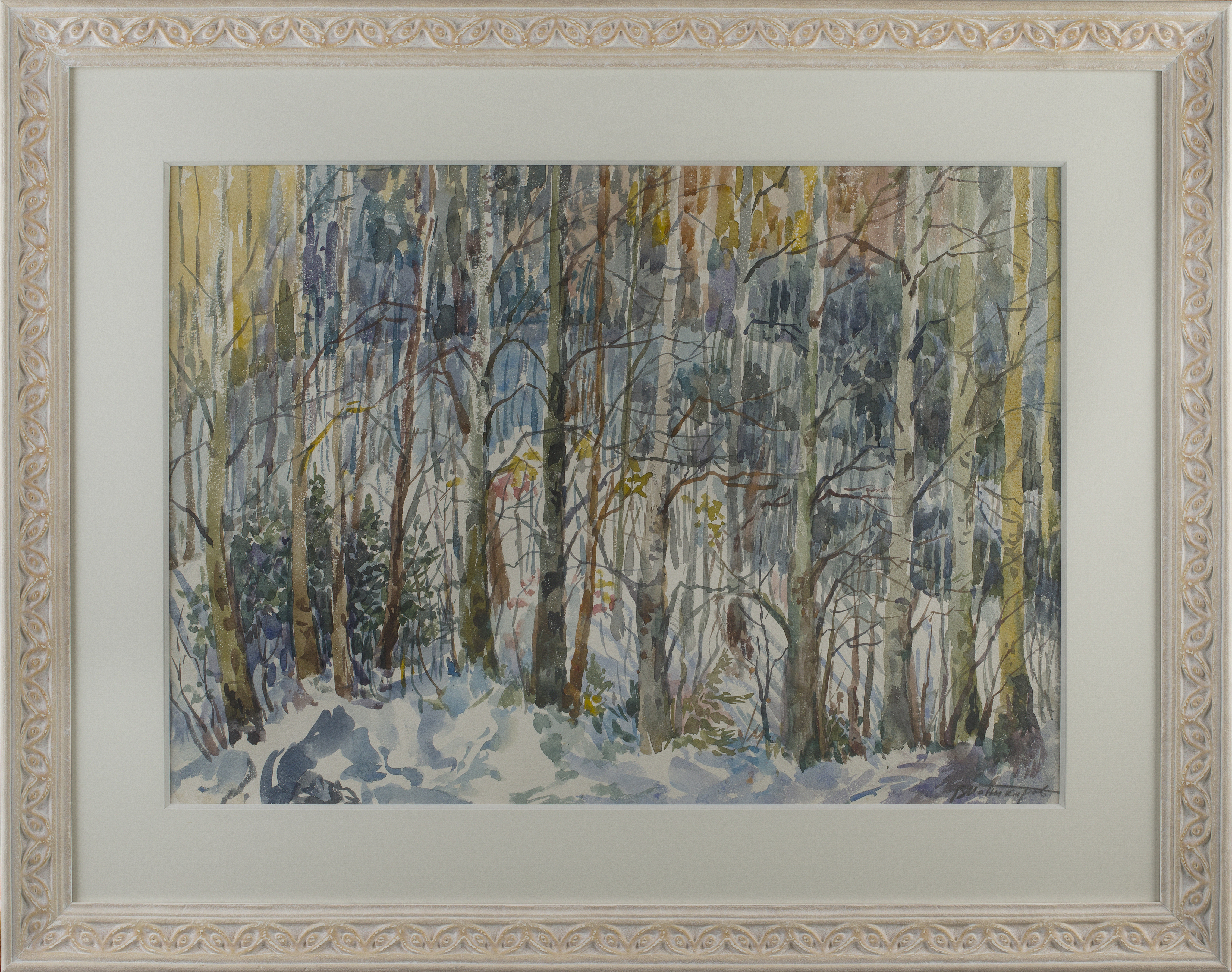
"雪白桦树"
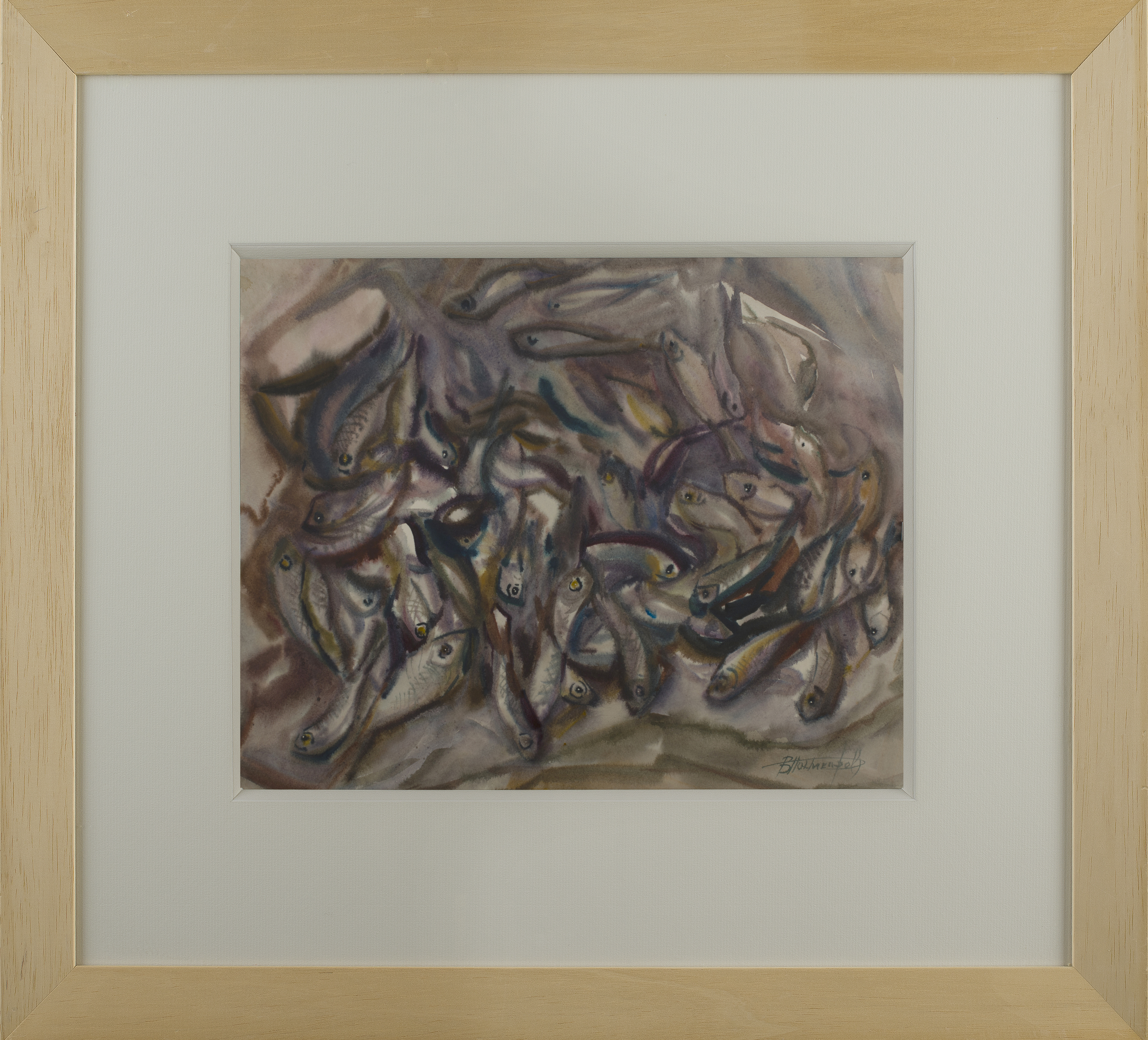
"棱鲱"
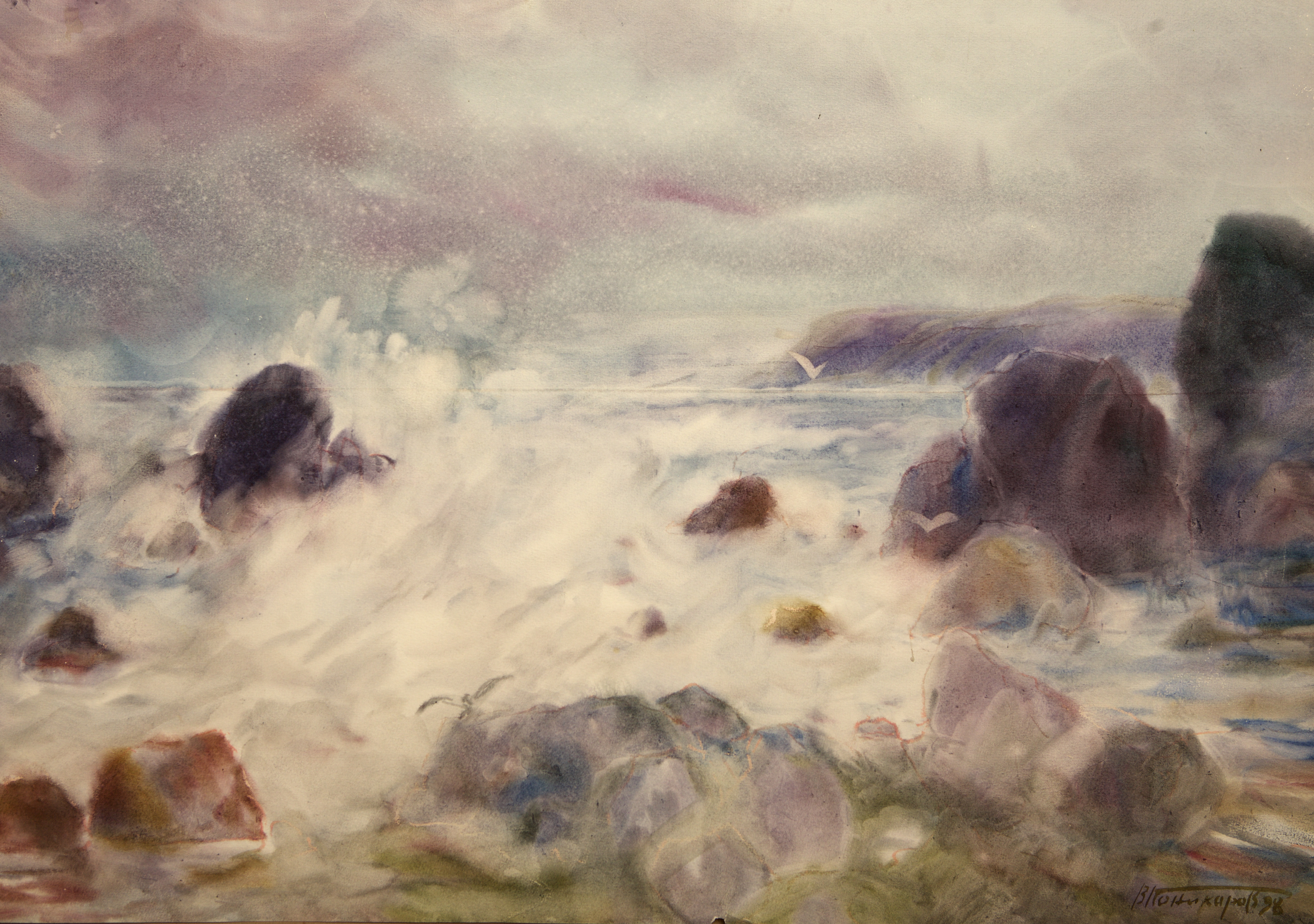
"风暴 ，石头", (97х69, 1998)
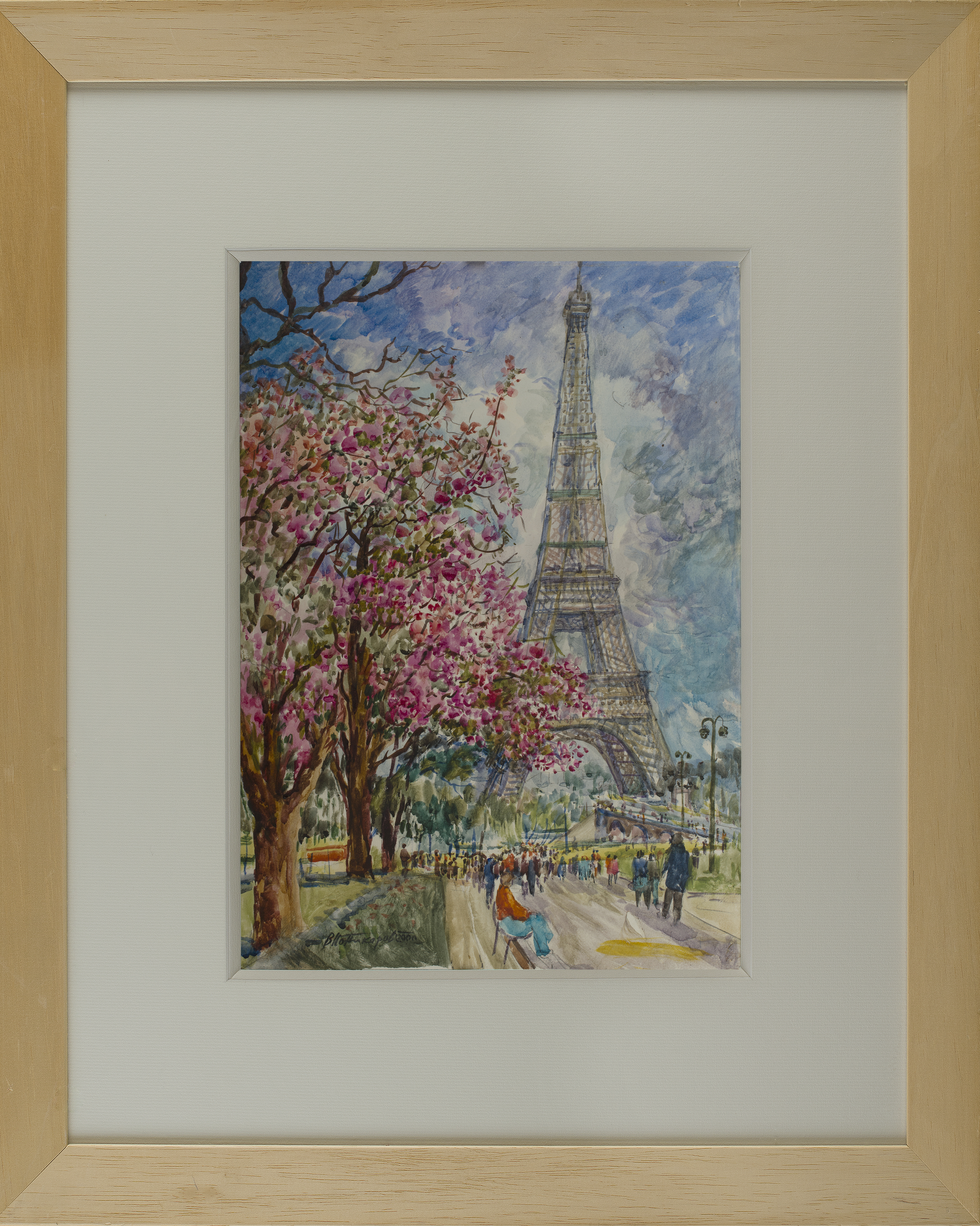
"艾菲尔铁塔", (2000)

## 奖项和奖励
- 1998年——水彩画家，“敖德萨金主”证书获得者（敖德萨市）。
- 1998年——荣获蒙特热尔蒙水彩画展览会优秀奖（蒙特热尔蒙公社，法国）[10][11]。
- 2002年——敖德萨“人民表扬”艺术作品比赛，荣膺“年度艺术家”称号，并获得奖金。
- 2005年——作品在比利时那慕尔市水彩画展览会展出，并获得证书[12]。
- 2005年——获得乌克兰功勋艺术家荣誉称号[13][14]。
- 2007年——作品参加“敖德萨名字！”比赛，获得“最佳美术作品奖并获得奖金。
- 2012年——“钻石杜克”比赛获奖者,并获得“绘画，图形”奖项的奖金和敖德萨上帝救命项目奖[15]。
- 2014年——“和谐光”展览会参与者，并获得俄罗斯莫斯科“世界无国界”国际项目奖。
- 同年也是“敖德萨海景画家（英语：Marine art）——圣尼古拉节”展览会得参与者，并获得证书（敖德萨市）。

## 展览会

### 个人作品展览会
- 1984年——敖德萨
- 1986年——敖德萨
- 1987年——基辅
- 1999年——西和东艺博物馆（英语：Odessa Museum of Western and Eastern Art）（敖德萨）
- 2002年——敖德萨美术馆
- 2004年——“Windrose”画廊（德国，上乌瑟尔）[16]
- 2005年——奥斯陆（挪威）
- 2006年——艺术家联盟艺术沙龙（敖德萨）
- 2008年——世界敖德萨居民俱乐部（俄语：Всемирный клуб одесситов）画廊（敖德萨）
- 2009年——艺术家的80周年纪念、西和东艺博物馆（敖德萨）
- 2010年——“胜利花园”(俄语："Сады Победы")画廊（敖德萨）
- 2011年——西和东艺博物馆（敖德萨）

### 敖德萨艺术家作品展览会
- 1969年——匈牙利（塞格德）
- 1970年——保加利亚
- 1974年——意大利
- 1974年——“敖德萨-马赛”展览会（意大利）
- 1976年——意大利（热那亚）
- 1977年——匈牙利（塞格德）
- 1977年——保加利亚
- 1977年——美国（巴尔的摩）
- 1980年——匈牙利（塞格德）
- 1981年——意大利（热那亚）
- 1985年——瑞士（日内瓦）
- 1987年——芬兰
- 1990年——意大利（热那亚）
- 1991年——苏联文化基金会（俄罗斯  莫斯科）
- 1992年——美国（纽约）
- 1992年——日本大使馆（俄罗斯  莫斯科）
- 1993年——俄罗斯中心（以色列  耶路撒冷）
- 1996年——墨西哥

### “乌克兰风景如画”作品展览会(烏克蘭語："Мальовнича Україна")
- 2002年——乌克兰房子（英语：Ukrainian House）（基辅）
- 2003年——乌克兰国家美术博物馆（基辅）
- 2007年——乌克兰国家美术博物馆（基辅）

### 其他展览会
- 1977年——敖德萨艺术家水彩画展（保加利亚）
- 1982年——“敖德萨当代艺术”展览（意大利  热那亚）
- 1997年——“敖德萨金主”（ 敖德萨美术博物馆）
- 1997年——“乌克兰当代艺术”展览（乌克兰国家美术博物馆  基辅）
- 1998年——蒙特热尔蒙水彩画展览会（法国  蒙特热尔蒙公社）[10][11]
- 1999年——个人收藏品展览会（法国  巴黎）
- 2000年——海景画家展览会（敖德萨海景画廊）
- 2001年——特雷加斯泰勒国际水彩画沙龙（法国  特雷加斯泰勒公社）
- 2005年——比利时水彩画展览会（比利时  那慕尔市）[12]
- 2009年——“ABC艺术或敖德萨蒙马特”文化节目展览（敖德萨）
- 2009年——“形状和色彩变幻”作品展览（德国  施泰因巴赫）
- 2010年——“旅行家”(俄语："Путешественница") 巡回展览（德国  上乌瑟尔）
- 2014年——“和谐光”展览会、“世界无国界”国际项目展览（俄罗斯  莫斯科）

### 瓦西里·安德烈耶维奇·波尼卡罗夫去世后，举办作品展览会
- 2015年——个人作品展， Eurowoman 2015国际论坛（格鲁吉亚  第比利斯和巴统）
- 2015年——敖德萨城市日，“Magnifique opéra”艺术项目（敖德萨）[17]
- 2015年——欧洲收藏家论坛（基辅）[18]
- 2015年——“花的透明度”(烏克蘭語："Прозорість Квітки")个人作品展，Art gallery of madam Palmgren（乌克兰  利沃夫）
- 2016年——个人作品展，世界敖德萨居民俱乐部画廊（敖德萨）[19]
- 2016年——个人作品展，慈善拍卖、西和东艺博物馆（敖德萨）

## 作品收藏

### 博物馆
- 敖德萨美术博物馆（英语：Odessa Art Museum）[20][21][22]
- 哈尔科夫美术博物馆[20][21][22]
- 基辅文学与艺术档案博物馆（俄语：Центральный государственный архив-музей литературы и искусства Украины）[20][21][22]
- 日丹诺夫斯基地志博物馆（俄语：Мариупольский краеведческий музей）
- 普里卢基地志博物馆（烏克蘭語：Прилуцький краєзнавчий музей імені В. І. Маслова）[22]
- 苏沃洛夫伊斯梅尔博物馆（俄语：Музей Суворова (Измаил)）
- 奥恰科夫海景美术博物馆[22][23]
- 沙尔霍罗德人民博物馆[22][24]

### 国家机关
- 涅日丹诺娃奥德萨国立音乐学院（俄语：Одесская национальная музыкальная академия имени А. В. Неждановой）
- 伟大卫国战争残疾人医院（烏克蘭語：Київський міський клінічний госпіталь ветеранів війни），基辅
- 赫尔松州儿童医院[22][25]
- 基辅市耳鼻咽喉科研究所[22][26]
- 基辅市心血管外科研究所（俄语：Национальный институт сердечно-сосудистой хирургии имени Н. М. Амосова АМН Украины）
- 儿童运动寄宿学校（烏克蘭語：Київський спортивний ліцей-інтернат），基辅
- 罗夫诺少先队和学生宫[22][27]

### 画廊及个人收藏
- 瓦西里·波尼卡罗夫工作室，敖德萨[28]
- 伊夫·马登（以法文：Yves Mouden）艺术品收藏家，布雷斯特，法国